# نقاشی
نقاشی یا نگارگری یا رسم، فرایندی است که طی آن رنگ، رنگدانه یا رنگ نقاشی بر روی یک سطح مسطح مانند کاغذ یا بوم ایجاد نقش می‌کند و اثری خلق می‌شود. فردی که این فرایند را انجام می‌دهد نقاش نام دارد، به خصوص زمانی که نقاشی حرفهٔ شخص باشد.
نقاشی یکی از رشته‌های اصلی هنرهای تجسمی است و قدمت آن شش برابر زبان نوشتاری است. برخی از پژوهشگران معتقدند اولین نقاشی‌های یافت‌شده در غارها حاکی از آن است که انسان‌های اولیه با کشیدن نقش حیوانات و شکارشان به نوعی خود را آمادهٔ نبرد با آن‌ها می‌کرده‌اند.
قدیمی‌ترین نقاشی‌ها در جهان که متعلق به حدود ۳۲۰۰۰ سال پیش است، در غار شووه در فرانسه قرار دارد. این نقاشی‌ها که با استفاده از افرای قرمز و رنگ‌دانه سیاه، حکاکی و رنگ شده‌اند، تصاویری از اسب‌ها، کرگدن‌ها، شیرها، بوفالوها و ماموت‌ها را نشان می‌دهند. این‌ها نمونه‌هایی از نقاشی در غار هستند که در اغلب نقاط جهان وجود دارند.
بسیاری از آثار شناخته‌شده و مشهور هنری امروزی، مانند مونالیزا، شب پرستاره، دختری با گوشواره مروارید و تولد ونوس نقاشی‌های برجسته‌ای هستند که در سراسر جهان از آن‌ها الگوبرداری شده است. هرچند اختلاف نظرهای جزئی در مورد کاملاً هنری بودن آثاری که به روش‌های غیرسنتی و روش‌هایی غیر از شیوه‌های کلاسیک خلق می‌شوند وجود دارد اما از لحاظ مفهومی، هنرمندانی که از صدا، نور، آتش‌بازی، چاپگرهای جوهرافشان، پیکسل‌های صفحه نمایشگر و پاستل یا مواد دیگر برای خلق اثرشان استفاده می‌کنند، با کسانی که مواد سنتی و رنگ‌های آمیخته با زرده تخم مرغ را به کار می‌برند، یکسان هستند. در نتیجه به اغلب کارهای هنری از این دست نقاشی گفته می‌شود. در قیاس با نقاشی، طراحی، سلسله عملیات ایجاد یک سری اثر و نشانه با استفاده از فشار آوردن یا حرکت ابزاری بر روی یک سطح است.
نقاشی ساختمان یک روش قابل اجرا برای تزئین دیوارهای یک بنا با استفاده از رنگ‌آمیزی در ساختار جزئیات کار موجود است.
از نقاشان معروف می‌توان به ونگوگ، داوینچی، پیکاسو و فریدا کالو اشاره کرد.

## پیشینه

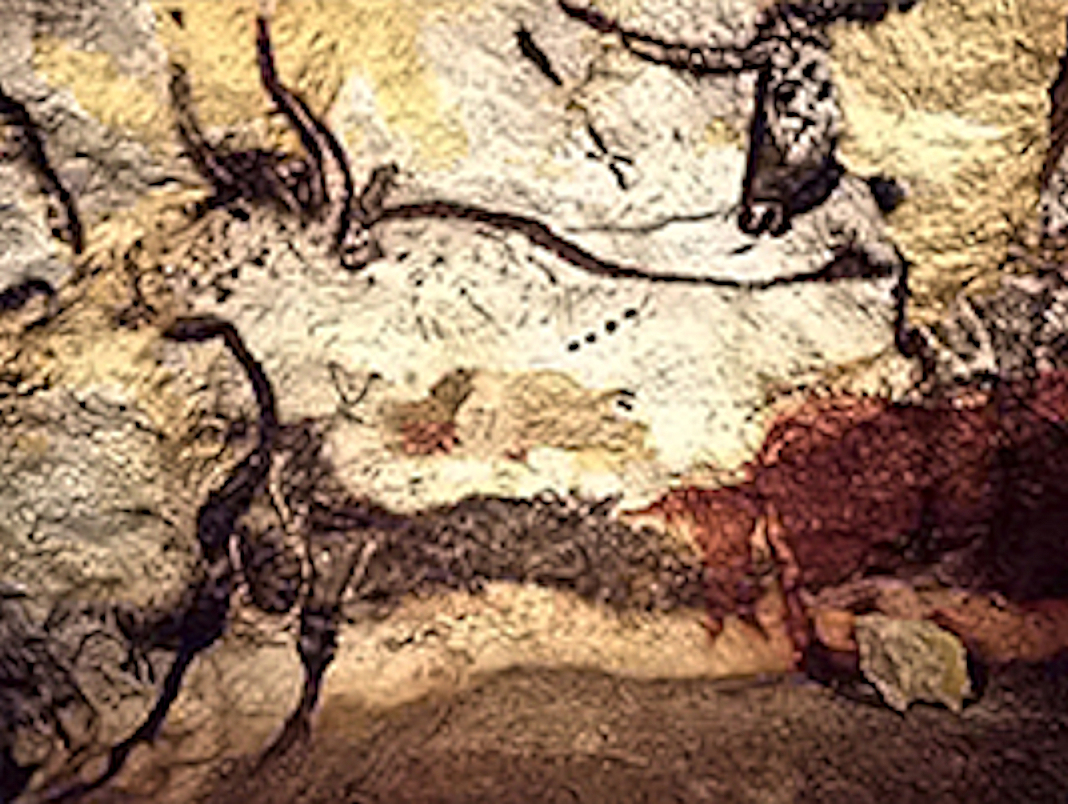
نقاشی بسیار قدیمی درون غار لاسکو

تا سال ۲۰۱۸ میلادی اعتقاد بر این بود که قدیمی‌ترین نقاشی‌های شناخته شده در غار شووه در فرانسه و حدود ۳۲۰۰۰ سال قدمت دارند. این نقوش با استفاده از رنگدانه‌های قرمز حکاکی و نقاشی شده‌اند و مضامین آنها اسبها، کرگدن، شیرها، بوفالو، ماموت، طرح‌های انتزاعی و شکل‌های جزئی از انسان هستند. سپس نقاشی‌های غار در اندونزی در غار لوبانگ جریجی صالح پیدا شد که گمان می‌رود قدمت آن ۴۰ هزار سال باشد. با این حال، اولین شواهد مربوط به عمل نقاشی در دو پناهگاه سنگ در آرنهم‌لند، در شمال استرالیا کشف شده است. در پایین‌ترین لایه مواد در این سایتها، تکه‌های اکر استفاده شده وجود دارد که قدمت آنها ۶۰ هزار سال است. باستان شناسان همچنین قطعه ای از نقاشی سنگ را در یک پناهگاه سنگ آهک در منطقه کیمبرلی در شمال غربی استرالیا که قدمت آن ۴۰ هزار سال است، پیدا کرده‌اند. نمونه‌هایی از نقاشی غارها در سراسر جهان از جمله ایتالیا، فرانسه، اسپانیا، پرتغال، چین، استرالیا، مکزیک، وجود دارد.
در فرهنگ‌های غربی، نقاشی رنگ روغن و نقاشی با آبرنگ دارای سبک و مضمون سنتی غنی و پیچیده‌ای می‌باشد. در شرق، جوهر و جوهر رنگی از لحاظ تاریخی، با سنت‌های به همان اندازه غنی و پیچیده، به عنوان رسانه غالب شد. اختراع عکاسی تأثیر عمده ای در نقاشی داشت. در دهه‌های پس از تولید اولین عکس در سال ۱۸۲۹ میلادی فرایندهای عکاسی بهبود یافته و به‌طور گسترده‌تری مورد استفاده قرار گرفتند و نقاشی را از بسیاری از اهداف تاریخی خود برای تهیه یک ثبت دقیق از جهان قابل مشاهده محروم کرد. مجموعه ای از جنبش‌های هنری در اواخر قرن نوزدهم و اوایل قرن بیست - به ویژه امپرسیونیسم، پساامپرسیونیسم، فوویسم، اکسپرسیونیسم، کوبیسم و دادائیسم - دیدگاه رنسانس در مورد جهان را به چالش کشیدند. با این وجود نقاشی شرقی و آفریقایی تاریخ طولانی سبک سازی را ادامه می‌دهد و همزمان دچار تحول معادل نمی‌شود.
هنر مدرن و معاصر از ارزش تاریخی صنعت و مستندات به نفع مفهوم فاصله گرفته است. این امر اکثریت نقاشان زنده را از ادامه کار نقاشی یا به‌طور کلی یا بخشی از کارهایشان منصرف نکرده است. نشاط و تطبیق پذیری نقاشی در قرن بیست و یکم "اعلامیه"‌های قبلی مرگ آن را نقض می‌کند. در دورانی که با ایده کثرت‌گرایی مشخص می‌شود، هیچ توافقی دربارهٔ سبک نماینده عصر وجود ندارد. هنرمندان همچنان کارهای هنری مهم را در طیف گسترده‌ای از سبک‌ها و طبع‌های زیبایی شناسانه می‌سازند - قضاوت دربارهٔ شایستگی‌های آنها به عهده عموم مردم و بازار است.

## عناصر نقاشی

### رنگ

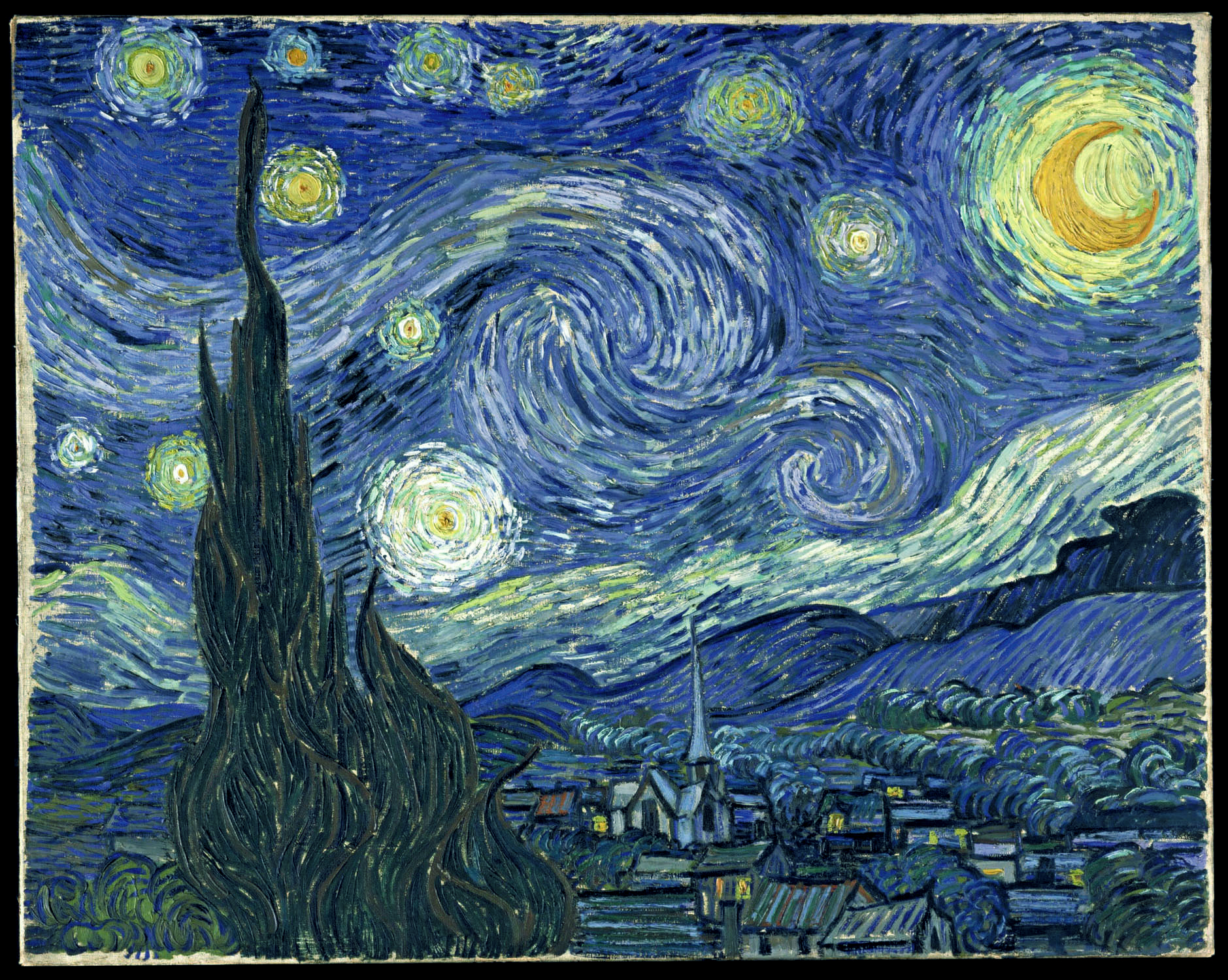
شب پرستاره اثر ونسان ونگوگ از جنبش پسادریافتگری.

رنگ، متشکل از رنگ، اشباع و ارزش، که بر روی یک سطح پراکنده شده است، جوهر نقاشی است، درست همان‌طور که مضراب و ریتم، ذات موسیقی است. رنگ بسیار ذهنی است، اما دارای تأثیرات روانشناختی قابل مشاهده است، اگرچه اینها می‌توانند از یک فرهنگ به فرهنگ دیگر متفاوت باشند. رنگ سیاه در غرب با عزاداری همراه است، اما در شرق، سفید است. برخی از نقاشان، نظریه پردازان، نویسندگان و دانشمندان، از جمله گوته، کاندینسکی، و نیوتن، تئوری رنگ خود را نوشته‌اند.
علاوه بر این، استفاده از زبان فقط انتزاعی برای یک معادل رنگ است. به عنوان مثال کلمه «قرمز» می‌تواند طیف گسترده‌ای از تغییرات را از قرمز خالص طیف نور مرئی پوشش دهد. ثبت رسمی از رنگ‌های مختلف به روشی که در نت‌های مختلف موسیقی، مانند F یا C♯ توافق وجود داشته باشد، وجود ندارد. برای یک نقاش، رنگ به سادگی به رنگ‌های اصلی (اصلی) و مشتق شده (مکمل یا مخلوط) (مانند قرمز، آبی، سبز، قهوه ای و غیره) تقسیم نمی‌شود.
نقاشان عملاً با رنگدانه‌ها سر و کار دارند، بنابراین "آبی" برای یک نقاش می‌تواند هر یک از آبی‌ها باشد: آبی فتالوسیانین، آبی پروسی، نیلی، کبالت آبی، اولترا مارین و غیره. به معنای دقیق، معنای روانشناختی و نمادین رنگ، نقاشی نیست. رنگ‌ها فقط به زمینه بالقوه و مشتق شده معانی می‌افزایند و به همین دلیل، درک یک نقاشی بسیار ذهنی است. تشبیه با موسیقی کاملاً واضح است - صدا در موسیقی (مانند نت C) مشابه "نور" در نقاشی، "سایه"‌های دینامیک و "رنگ آمیزی" همان نقاشی است، زیرا صدای خاص آلات موسیقی در موسیقی است. این عناصر لزوماً ملودی (در موسیقی) از خودشان نیستند. بلکه می‌توانند زمینه‌های مختلفی را به آن اضافه کنند.
هنر مدرن و معاصر از ارزش تاریخی صنعت و مستندات به نفع مفهوم فاصله گرفته است. این امر اکثریت نقاشان زنده را از ادامه کار نقاشی یا به‌طور کلی یا بخشی از کارهایشان منصرف نکرده است. نشاط و تطبیق‌پذیری نقاشی در قرن بیست و یکم "اعلامیه"‌های قبلی مرگ آن را نقض می‌کند. در دورانی که با ایده کثرت‌گرایی مشخص می‌شود، هیچ توافقی دربارهٔ سبک نماینده عصر وجود ندارد. هنرمندان همچنان کارهای هنری مهم را در طیف گسترده‌ای از سبک‌ها و طبع‌های زیبایی شناسانه می‌سازند - قضاوت دربارهٔ شایستگی‌های آنها به عهده عموم مردم و بازار است.

### عناصر غیر سنتی
هنرمندان مدرن عمل نقاشی را به‌طور قابل ملاحظه ای گسترش داده‌اند، به عنوان مثال، کلاژ را که با کوبیسم آغاز شده و به معنای دقیق آن نقاشی نیست، شامل می‌شود. برخی از نقاشان مدرن از مواد مختلفی مانند فلز، پلاستیک، شن، سیمان، کاه، برگ یا چوب برای بافت خود استفاده می‌کنند. نمونه‌هایی از این دست آثار ژان دوبافت و آنسلم کیفر است. جامعه هنرمندان در حال رشد هستند که با استفاده از برنامه‌هایی مانند فتوشاپ و بسیاری برنامه‌های دیگر، از رایانه برای «رنگ» کردن رنگ «بوم» دیجیتال استفاده می‌کنند. در صورت لزوم می‌توان این تصاویر را بر روی بوم سنتی چاپ کرد.

## تکنیک‌های نقاشی
برخی از تکنیک‌های نقاشی عبارتند از:
- رنگ‌زنی غلیظ
- مداد رنگی
- سیاه قلم
- رنگ روغن
- پاستل
- گواش
- مداد سیاه
- اکریلیک
- اسید ریلیک
- آبرنگ
- لعاب دادن
- نقاشی یا رنگ مومی، نقاشی یا رنگی که با موم آب‌کرده می‌سازند.
- نقاشی دیواری، که معروف‌ترین نوع آن فرسکو است.
- سایش و نقاشی نقطه‌ای
- اسفوماتو (محوکاری)
- سامی–ای
- تکه‌چسبانی (کُلاژ)
- نقاشی بر روی تخته
- نقاشی با افشانه (اِیر براش)
- نقاشی با مواد جدید
- نقاشی با کامپیوتر
- نقاشی با دود
- تمپرا

### رنگ روغن

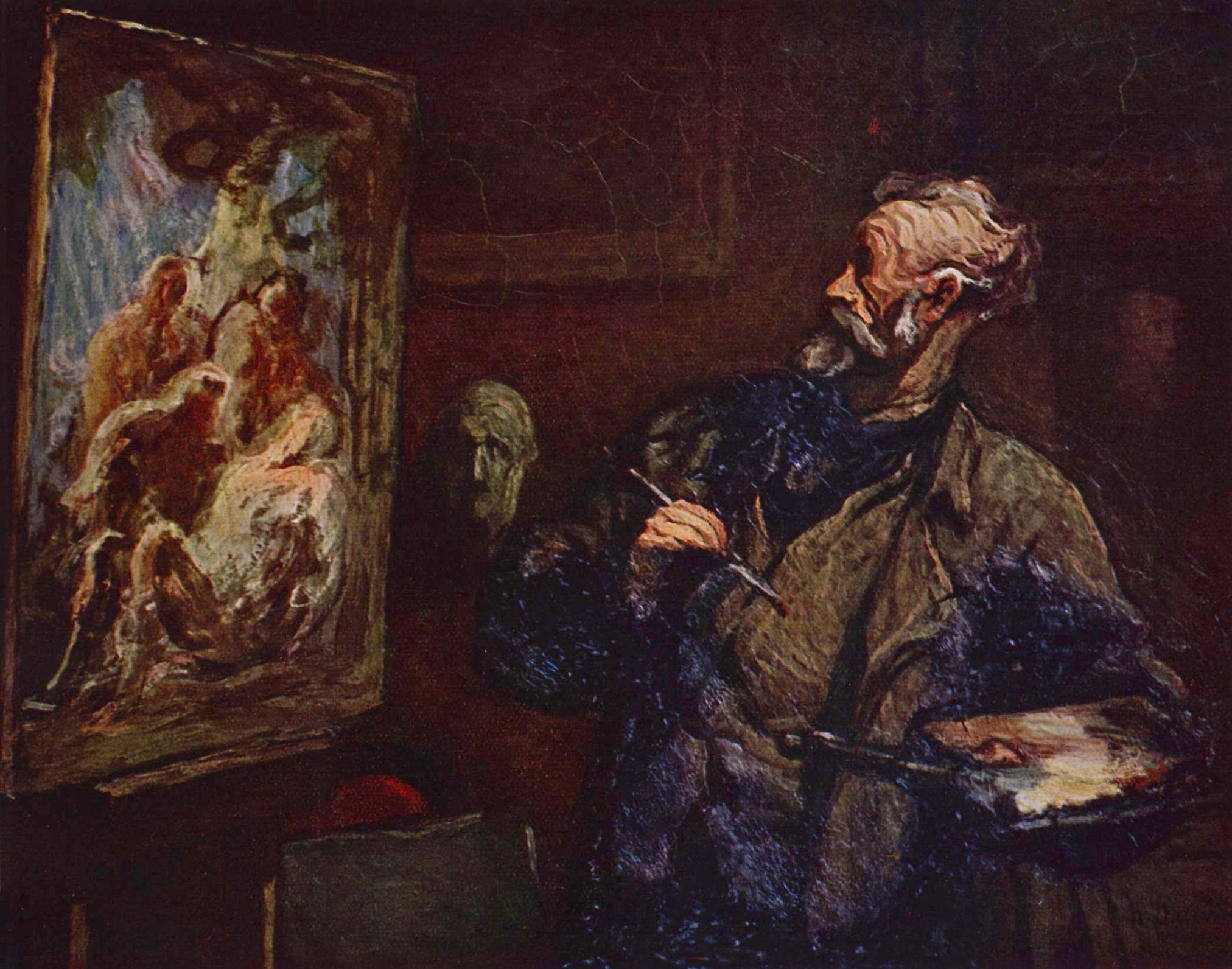
تابلویی با نام «نقاش» (۱۸۰۸–۱۸۷۹)، اثر اونوره دومیه. رنگ روغن روی بوم با ضربات قلم‌مو قابل مشاهده است

رنگ آمیزی روغن فرایند رنگ آمیزی با رنگدانه‌هایی است که با یک روغن روغن خشک‌کننده مانند روغن بذر کتان که به‌طور گسترده‌ای در اوایل اروپا مدرن مورد استفاده قرار می‌گرفت، گره خورده است. غالباً روغن را با رزینی مانند رزین کاج یا حتی کندر می‌جوشانند. این ماده «لاک» نامیده می‌شدند و برای بدن و براقیت آنها ارزشمند بودند. سرانجام با رواج گسترده مزایای آن، رنگ روغن به ماده اصلی استفاده شده برای خلق آثار هنری تبدیل شد. انتقال با نقاشی اوایل هلند در شمال اروپا آغاز شد و با اوج‌گیری روشهای نقاشی رنگ روغن در دوره رنسانس تقریباً به‌طور کامل جایگزین رنگهای مزاجی در اکثریت اروپا شد.

### پاستل

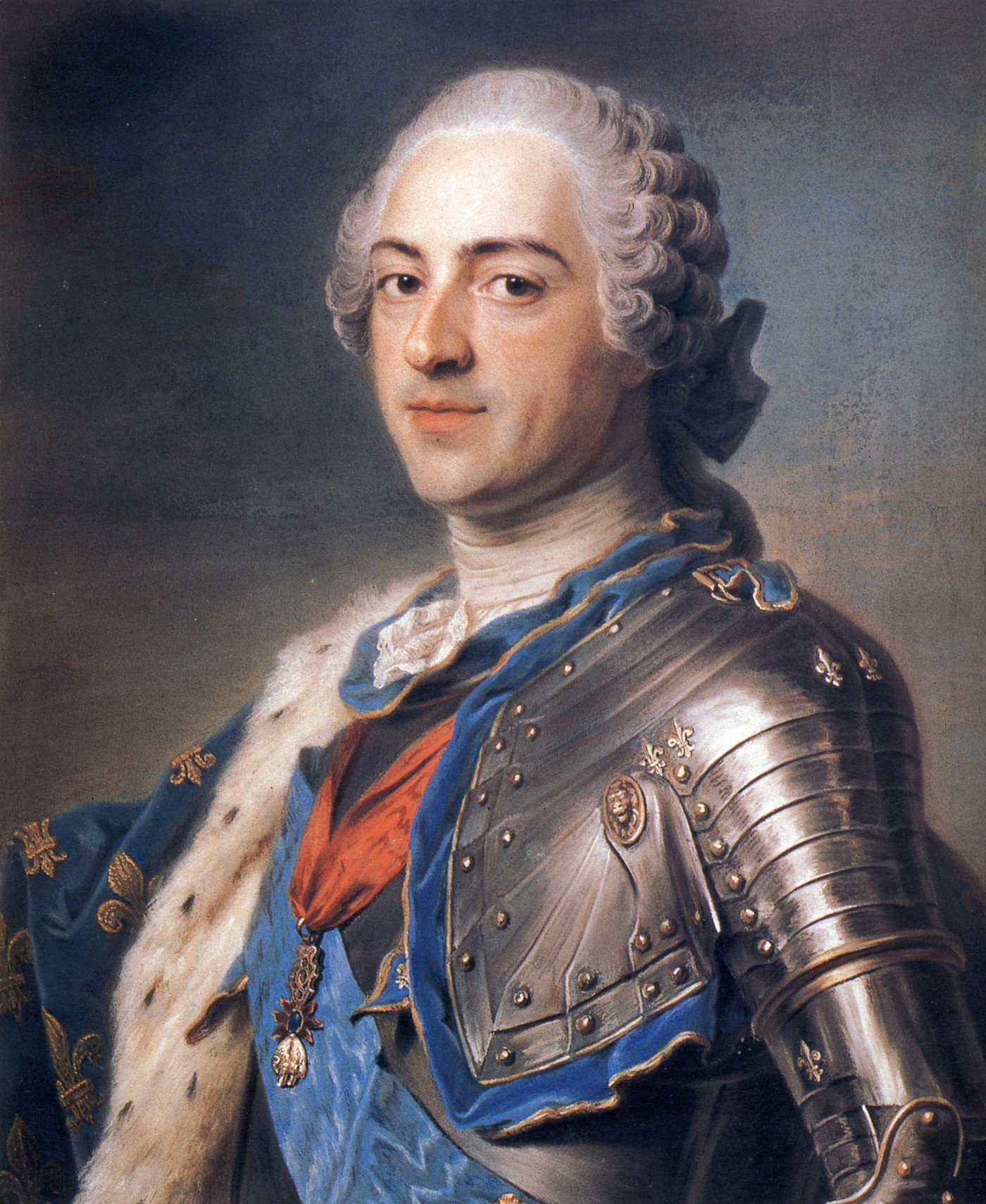
نقاشی چهرهٔ لویی پانزدهم با پاستل، اثر موریس کانتن دو لا تور

پاستل یک محیط نقاشی به شکل چوب است که از رنگدانه‌های پودری خالص و چسب تشکیل شده است. رنگدانه‌های مورد استفاده در پاستل همانهایی هستند که برای تولید همه محیط‌های هنری رنگی از جمله رنگ روغن استفاده می‌شود. چسب دارای رنگ خنثی و اشباع کم است. اثر رنگی پاستیل بیش از هر فرایند به رنگدانه‌های خشک طبیعی نزدیکتر است. از آنجا که سطح یک نقاشی پاستلی شکننده است و به راحتی لکه دار می‌شود، حفظ آن نیاز به اقدامات محافظتی مانند قاب‌بندی زیر شیشه دارد. همچنین ممکن است با ماده ثابت کننده اسپری شود. با این وجود، وقتی با رنگدانه‌های دائمی ساخته می‌شود و از آنها به درستی مراقبت می‌شود، ممکن است نقاشی پاستلی قرن‌ها بدون تغییر باقی بماند. پاستل‌ها، همان‌طور که نقاشی‌های ساخته شده با یک محیط مایع، در برابر ترک خوردگی و تغییر رنگ که در اثر تغییر در رنگ، تیرگی یا ابعاد محیط خشک می‌شود، حساس نیستند.

### رنگ اکریلیک
رنگ اکریلیک رنگی است که سریع خشک می‌شود و حاوی سوسپانسیون رنگدانه ای در امولسیون پلیمر اکریلیک است. رنگ‌های اکریلیک می‌توانند با آب رقیق شوند، اما در صورت خشک شدن در برابر آب مقاوم می‌شوند. بسته به میزان رقیق شدن رنگ (با آب) یا اصلاح آن با ژل‌های آکریلیک، محیط یا خمیرها، نقاشی اکریلیک تمام شده می‌تواند به یک آبرنگ یا نقاشی رنگ روغن شباهت داشته باشد، یا دارای ویژگی‌های منحصر به فرد خود باشد که با سایر رسانه‌ها قابل دستیابی نیست. اصلی‌ترین تفاوت عملی بین اکریلیک‌ها و رنگ‌های روغنی، زمان خشک شدن ذاتی است. روغن‌ها زمان بیشتری را برای ترکیب رنگ‌ها و اعمال لعاب حتی روی نقاشی‌های زیر فراهم می‌کنند. این جنبه خشک شدن آهسته روغن می‌تواند به عنوان یک مزیت برای برخی از تکنیک‌ها دیده شود، اما همچنین می‌تواند مانع توانایی کار سریع هنرمند شود.

### اسیدریلیک
سبکی آوانگارد از نقاشی را گویند که در آن فرد نقاش با استفاده از رنگ‌های اکریلیک، نقاشی می‌کند با این تفاوت که در این سبک برخلاف سبک‌های رئال وجود داشتن خطاهای انسانی نوعی زیبایی به حساب می‌آید البته به گفتهٔ هنرمندان این سبک نو ظهور که بیشتر آنها افراد سایکودلیک هستند وجود داشتن این خطاهای انسانی و استفاده نکردن از هیچ نوع پاکنی و همچنین استفاده از رنگ‌های اکریلیک و مشاهدهٔ نقاشی در زیر نور بلک لایت UV باعث به‌وجود آمدن تصاویری مشابه به حالت استفاده از اسید یاLSD می‌شود، البته لازم است ذکر شود که انتخاب طرح در این سبک بسیار مورد اهمیت است چراکه در این سبک بیشتر مفهوم عمیق نقاشی مورد اهمیت است تا زیبای ظاهری آن، در زبان محاوره به این سبک از نقاشی به اصطلاح نقاشی فیریرک اسید/
Freak asid یا به اختصار نقاشی اسیدی گفته می‌شود. زادگاه این سبک نقاشی به‌صورت دقیق مشخص نیست اما امروزه در کشورهایی همچون آمریکا فرانسه تایلند ژاپن هند و اسرائیل نیز طرفداران بسیاری دارد

### آبرنگ

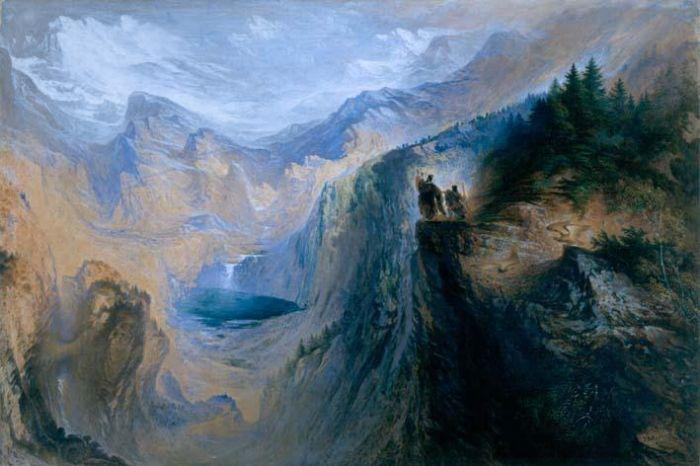
نقاشی آبرنگ اثر جان مارتین

آبرنگ یک روش نقاشی است که در آن رنگ‌ها از رنگدانه‌های معلق در وسیله نقلیه محلول در آب ساخته می‌شوند. حمایت سنتی و معمول از نقاشی‌های آبرنگ، کاغذ است. سایر تکیه گاه‌ها شامل پاپیروس، کاغذ پوست، پلاستیک، مخمل یا چرم، پارچه، چوب و بوم است. در آسیای شرقی، نقاشی آبرنگ با جوهر را نقاشی با قلم مو یا نقاشی طوماری می‌نامند. در نقاشی چینی، کره ای و ژاپنی محیط غالب، غالباً در رنگهای سیاه یا قهوه ای تک رنگ است. هند، اتیوپی و سایر کشورها نیز دارای سنت‌های طولانی هستند. نقاشی روی انگشت با رنگ‌های آبرنگ از چین نشات گرفته است. مداد آبرنگ (مداد رنگی محلول در آب) ممکن است به صورت مرطوب یا خشک استفاده شود.

### جوهر
نقاشی‌های جوهر با مایع انجام می‌شود که حاوی رنگدانه‌ها یا رنگ‌ها است و برای رنگ آمیزی یک سطح برای تولید تصویر، متن یا طرح استفاده می‌شود. از جوهر برای نقاشی با قلم، قلم مو یا قلم استفاده می‌شود. جوهر می‌تواند یک محیط پیچیده باشد که از حلال‌ها، رنگدانه‌ها، رنگ‌ها، رزین‌ها، روان‌کننده‌ها، مواد حل کننده، سورفاکتانت‌ها، ذرات معلق، فلورسیرها و سایر مواد تشکیل شده باشد. اجزای جوهر اهداف زیادی دارند. حامل جوهر، رنگ دهنده‌ها و سایر مواد افزودنی جریان و ضخامت جوهر و ظاهر آن را در هنگام خشک شدن کنترل می‌کنند.

### نقاشی موم داغ
نقاشی Encaustic که به آن نقاشی موم داغ نیز گفته می‌شود، شامل استفاده از موم گرم شده است که رنگدانه‌های رنگی به آن اضافه می‌شود. سپس مایع / خمیر بر روی سطحی قرار می‌گیرد - معمولاً چوب تهیه می‌شود، اگرچه بوم و سایر مواد اغلب استفاده می‌شود. ساده‌ترین مخلوط مخروطی را می‌توان با افزودن رنگیزه‌ها به موم به‌دست‌آورد، اما چندین دستور العمل دیگر نیز وجود دارد که می‌تواند مورد استفاده قرار گیرد - برخی حاوی انواع دیگر موم، رزین دامار، روغن بذر کتان یا سایر مواد تشکیل دهنده هستند. رنگدانه‌های خالص و پودر شده را می‌توان خریداری و استفاده کرد، اگرچه برخی از مخلوط‌ها از رنگ‌های روغنی یا انواع دیگر رنگدانه‌ها استفاده می‌کنند. می‌توان از ابزارهای فلزی و برس‌های ویژه برای شکل‌دادن به رنگ قبل از خنک شدن آن استفاده کرد، یا می‌توان از ابزارهای فلزی گرم شده برای دستکاری موم پس از سرد شدن روی سطح استفاده کرد. سایر مواد را می‌توان در محوطه قرار داده یا درون سطح کلاژ کرد یا به صورت لایه لایه استفاده کرد و از محیط مخفی برای چسباندن آن به سطح استفاده کرد.
این روش برای نقاشی تابلویی یونان و روم باستان روش عادی بود و در سنت شمایل ارتدکس شرقی همچنان مورد استفاده قرار گرفت.

### نقاشی دیواری
نقاشی دیواری هر یک از انواع نقاشی دیواری مرتبط است که روی گچ بر روی دیوارها یا سقف‌ها انجام می‌شود. کلمه fresco از واژه ایتالیایی affresco [afˈfresːko] گرفته شده است که از واژه لاتین تازه گرفته شده است. نقاشی‌های دیواری اغلب در دوره رنسانس و دیگر دوره‌های اولیه ساخته می‌شدند. روش Buon fresco شامل نقاشی با رنگدانه مخلوط با آب بر روی لایه نازکی از ملات آهک مرطوب و تازه است که برای آن واژه ایتالیایی گچ، intonaco استفاده شده است. در مقابل، یک نقاشی secco روی گچ خشک انجام می‌شود (secco به ایتالیایی «خشک» است). رنگدانه‌ها برای اتصال رنگدانه به دیواره به یک ماده اتصال دهنده مانند تخم مرغ (دما)، چسب یا روغن نیاز دارند.

### گواش
گواش یک رنگ بر پایه آب است که از رنگدانه‌ها و مواد دیگری تشکیل شده است که برای استفاده در روش نقاشی مات طراحی شده است. تفاوت گواش با آبرنگ به این دلیل است که ذرات بزرگتر هستند، نسبت رنگدانه به آب بسیار بیشتر است و یک رنگدانه سفید اضافی، بی اثر، مانند گچ نیز وجود دارد. این باعث می‌شود که گواش سنگین تر و مات باشد و دارای کیفیت بازتاب بیشتری باشد. مانند همه دستگاه‌های آبگرم، با آب رقیق می‌شود.

### مینا
میناها با رنگ آمیزی یک لایه، به‌طور معمول فلز، با شیشه پودر شده ساخته می‌شوند. مواد معدنی به نام اکسیدهای رنگی رنگ آمیزی ایجاد می‌کنند. پس از شلیک در دمای ۷۵۰–۸۵۰ درجه سانتیگراد (۱۳۶۰–۱۵۶۰ درجه فارنهایت)، در نتیجه ورقه ورقه شدن شیشه و فلز حاصل می‌شود. برخلاف اکثر تکنیک‌های رنگ شده، می‌توان سطح را اداره کرد و میناهای مرطوب را به‌طور سنتی برای تزئین اشیای گرانبها استفاده می‌کردند، اما برای اهداف دیگر نیز استفاده می‌شد. مینای لیموژ با صحنه‌های مذهبی و اسطوره ای کوچک در محیط تزئین شده، روی پلاک‌ها یا اشیایی مانند نمک یا تابوت، مرکز اصلی نقاشی مینا در دوره رنسانس بود. در قرن هجدهم، نقاشی مینا در اروپا رواج داشت، به ویژه به عنوان وسیله ای برای مینیاتورهای پرتره. در اواخر قرن ۲۰، از تکنیک مینای دندان چینی روی فلز به عنوان یک محیط با دوام برای نقاشی‌های دیواری در فضای باز استفاده شده است.

### اسپری
رنگ آئروسل (اسپری رنگ نیز نامیده می‌شود) نوعی رنگ است که در یک ظرف تحت فشار مهر و موم شده وجود دارد و در هنگام فشار دادن دکمه شیر در یک غبار ریز اسپری آزاد می‌شود. یک نوع رنگ آمیزی با اسپری، رنگ آئروسل سطحی صاف و یکدست دارد. قوطی‌های با اندازه استاندارد قابل حمل، ارزان و نگهداری آسان هستند. آغازگر آئروسل را می‌توان به‌طور مستقیم روی فلزات برهنه و بسیاری از پلاستیک‌ها استفاده کرد.
سرعت، قابلیت جابجایی و ماندگاری نیز باعث می‌شود رنگ آئروسل به یک محیط دیوارنویسی رایج تبدیل شود. در اواخر دهه ۱۹۷۰، امضاها و نقاشی‌های دیواری نویسندگان گرافیتی خیابانی با جزئیات بیشتری شکل گرفتند و سبک منحصر به فردی به عنوان عامل محیط آئروسل و سرعت مورد نیاز برای کارهای غیرقانونی شکل گرفت. اکنون بسیاری از آنها نقاشی‌های دیواری و هنرهای خیابانی را به عنوان یک شکل هنری منحصر به فرد تشخیص می‌دهند و رنگ‌های مخصوص تولید آئروسل برای این هنرمند گرافیتی ساخته شده‌اند. استنسیل از یک سطح محافظت می‌کند، به جز شکل خاصی که باید رنگ آمیزی شود. استنسیل‌ها را می‌توان به عنوان حروف متحرک خریداری کرد، به عنوان آرم‌های برش حرفه ای یا برش دستی توسط هنرمندان سفارش داد

### تمپرا
تمپرا که با نام تخم مرغ نیز شناخته می‌شود، یک محیط نقاشی دائمی است که سریع خشک می‌شود و شامل رنگدانه‌های رنگی است که با یک ماده چسباننده محلول در آب مخلوط شده است (معمولاً یک ماده چسبناک مانند زرده تخم مرغ یا اندازه دیگر). Tempera همچنین به نقاشی‌های انجام شده در این رسانه اشاره دارد. نقاشی‌های تمپرا بسیار ماندگار هستند و نمونه‌هایی از قرن‌های اول میلادی هنوز وجود دارد. تخم مرغ یکی از روشهای اصلی نقاشی بود تا اینکه پس از سال ۱۵۰۰ با اختراع رنگ روغن جایگزین شد. رنگی که معمولاً دما نامیده می‌شود (اگرچه اینگونه نیست) متشکل از رنگدانه و اندازه چسب معمولاً مورد استفاده قرار می‌گیرد و توسط برخی از تولیدکنندگان در آمریکا به عنوان رنگ پوستری شناخته می‌شود.

### نقاشی دیجیتال
نقاشی دیجیتال روشی برای ایجاد یک شی هنری (نقاشی) به صورت دیجیتالی یا تکنیکی برای ساختن هنر دیجیتال در رایانه است. به عنوان روشی برای ایجاد یک شی art هنری، از محیط نقاشی سنتی مانند رنگ اکریلیک، روغن، جوهر، آبرنگ و غیره استفاده می‌کند و رنگدانه را برای حامل‌های سنتی مانند پارچه بوم بافته شده، کاغذ، پلی استر و غیره با استفاده از نرم‌افزار رایانه ای که ربات‌های صنعتی یا ماشین‌های اداری (چاپگرها) را هدایت می‌کند به عنوان یک تکنیک، به یک برنامه نرم‌افزاری گرافیکی رایانه ای گفته می‌شود که از یک بوم مجازی و جعبه نقاشی مجازی از برس، رنگ و سایر وسایل استفاده می‌کند. جعبه مجازی حاوی ابزارهای بسیاری است که خارج از رایانه وجود ندارند و از یک اثر هنری که به روش سنتی ساخته شده، جلوه و احساس متفاوتی به یک اثر هنری دیجیتال می‌بخشد. علاوه بر این، نقاشی دیجیتال هنر «رایانه ای» نیست زیرا کامپیوتر با استفاده از برخی محاسبات ریاضی به‌طور خودکار روی صفحه تصویر ایجاد نمی‌کند. از طرف دیگر، هنرمند با استفاده از تکنیک نقاشی خود قطعه خاصی از کار را در رایانه خلق می‌کند.

## جنبش‌های معروف نقاشی

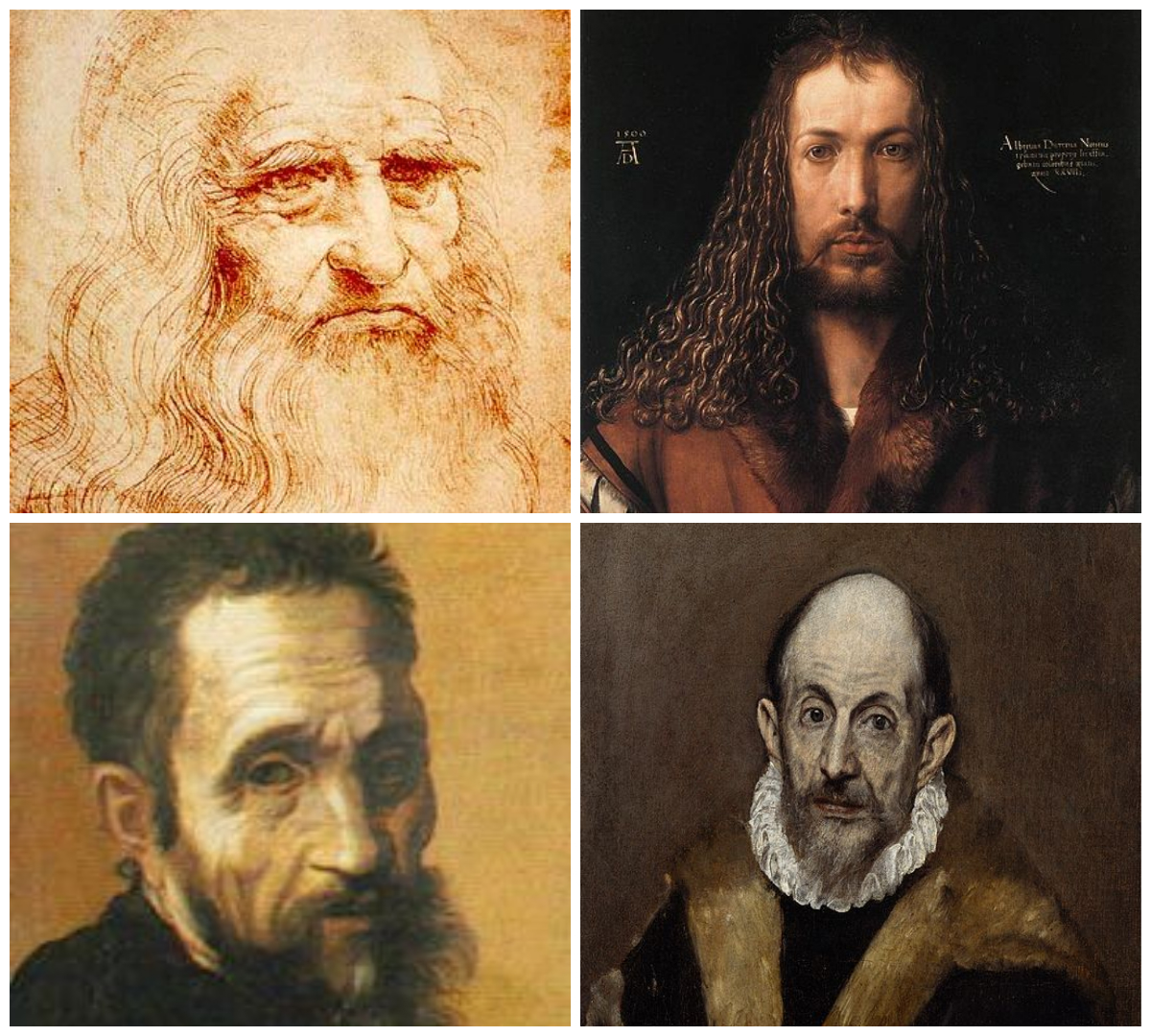
برخی از مطرح‌ترین نقاشان با جنبش‌های مختلف هنری

سبک‌های نقاشی می‌توانند با روشهای به‌کارگیری یا با توجه به جنبش هنری که بیشترین تطبیق را با مشخصات غالب و حاکمی که نقاشی نشان می‌دهد دارند، مشخص شوند. برخی از سبک‌های معروف عبارتند از:
- واقع‌گرایی (واقع گرایی)
  - سورئالیسم (فرا واقع گرایی)
- امپرسیونیسم (برداشت گرایی)
- اکسپرسیونیسم (هیجان نمایی)
- پوینتیلیسم (نقطه نقطه یا نقطه چینی)
- هنر خام (هنر ابتدایی یا کودک گونه)
- کوبیسم (حجم گرایی)
- فوویسم (به کار بردن رنگ‌های تند)
- مدرنیسم (نوگرایی)
- آبستره (انتزاعی)
- پست مدرنیسم (فرا نوین)
- آوانگارد (پیشگام، وابسته به مکتب‌های هنری نوین و غیر سنتی)
- کانستراکتیویسم (ساخت گرایی)
- کناره سخت (لبه سخت)
- گرافیتی
- مینیاتور

## واژه‌های مرتبط
- طراحی
- مینیاتور
- قلم‌مو
- قلمدان
- دوات
- بوم
- رنگ‌گذاری
- قلم‌گیری
- بست
- نیم‌رخ
- چهره‌نگاری
- تک‌چهره‌سازی
- پرتره
- پرداز
- زراندود
- شنگرف
- لاجورد
- زرنگار
- نقاشی با دود
- رنگ روغن
- آبرنگ
- چاپ دستی

## نگارخانه سبک‌های نقاشی غربی

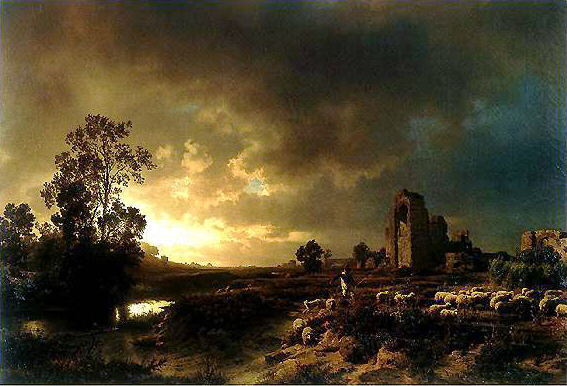
واقع‌گرایی
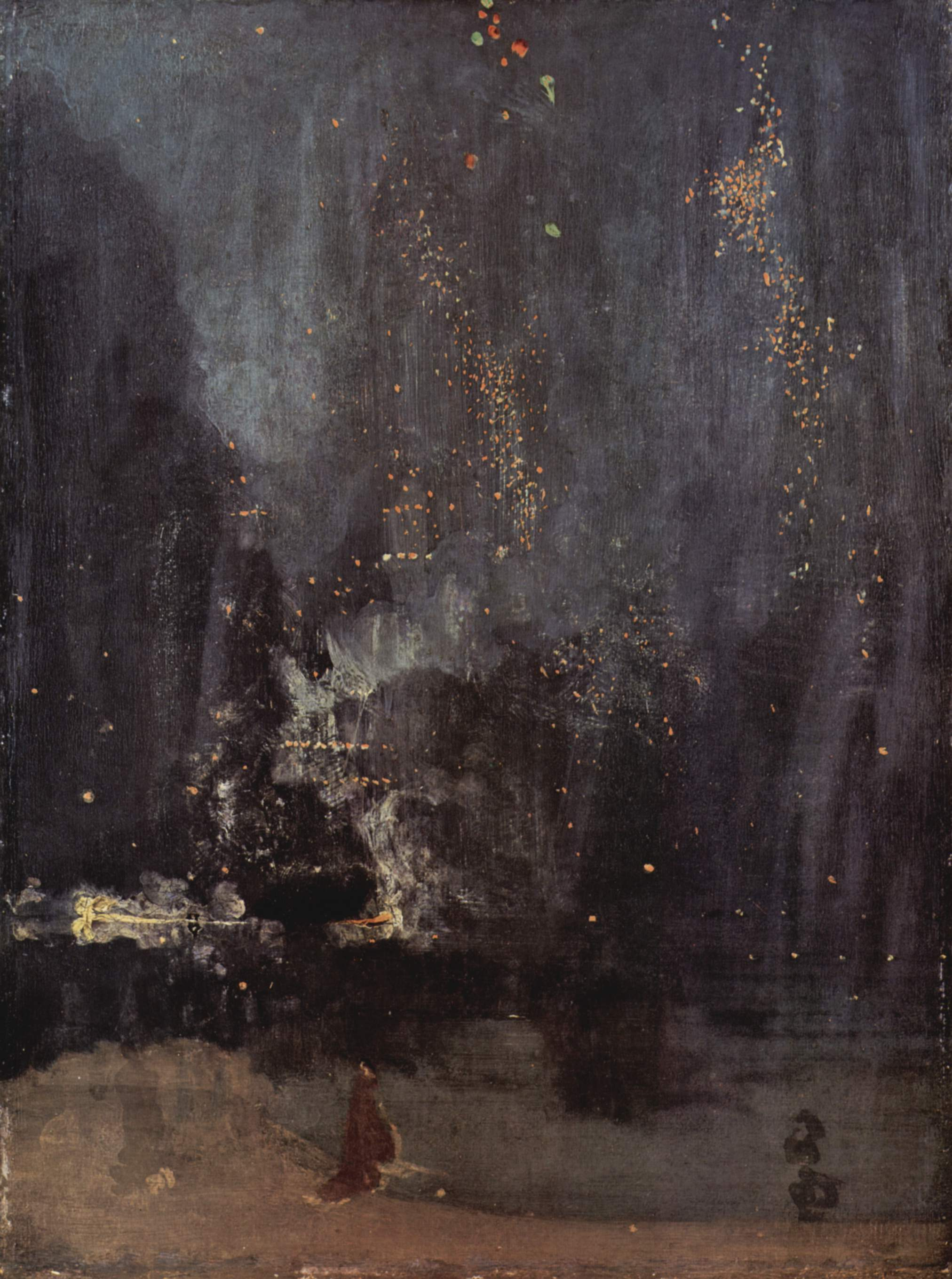
هنر انتزاعی
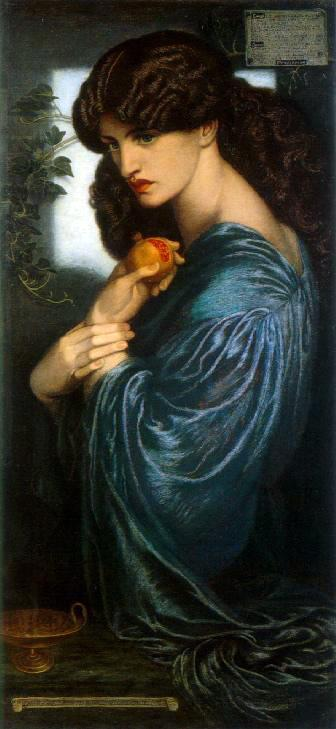
پیشارافائلی‌ها
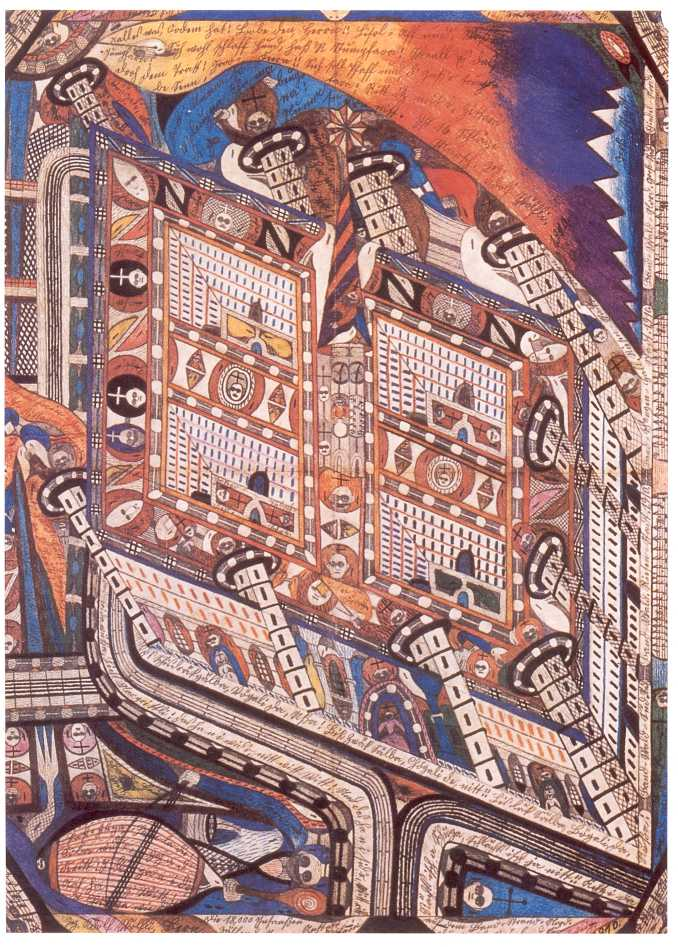
هنر بیرونی
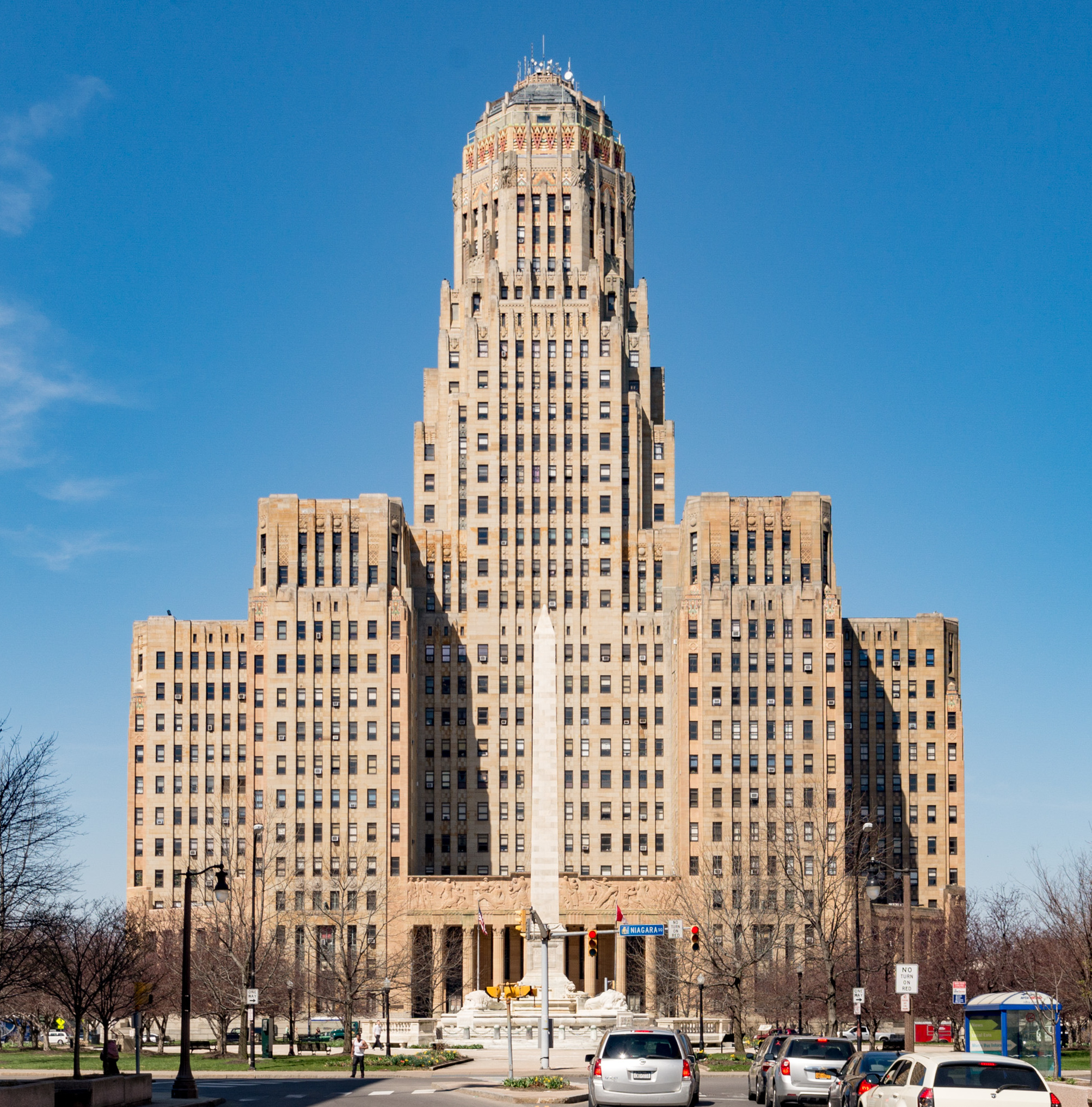
هنر تزئینی مختلط
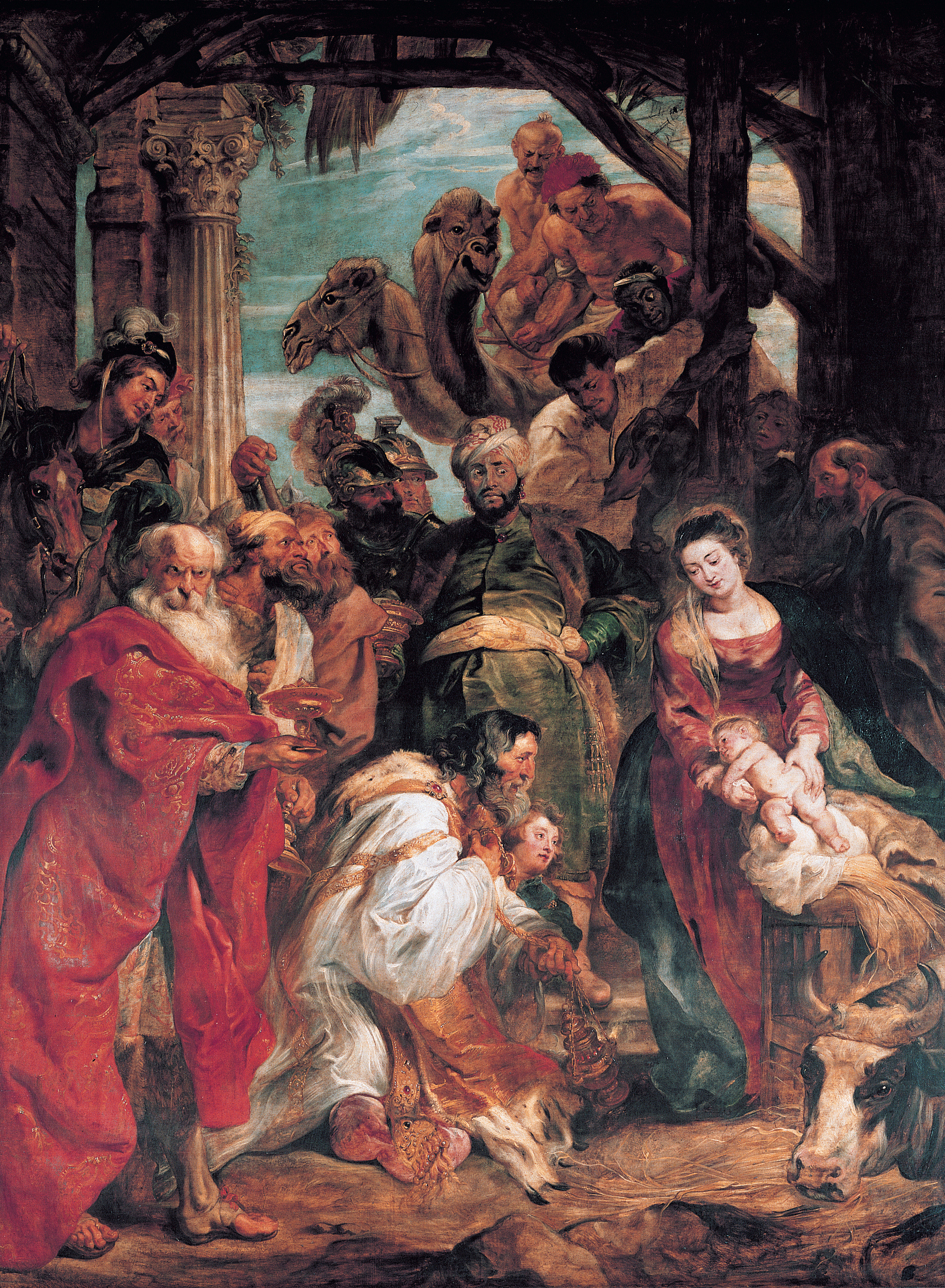
باروک
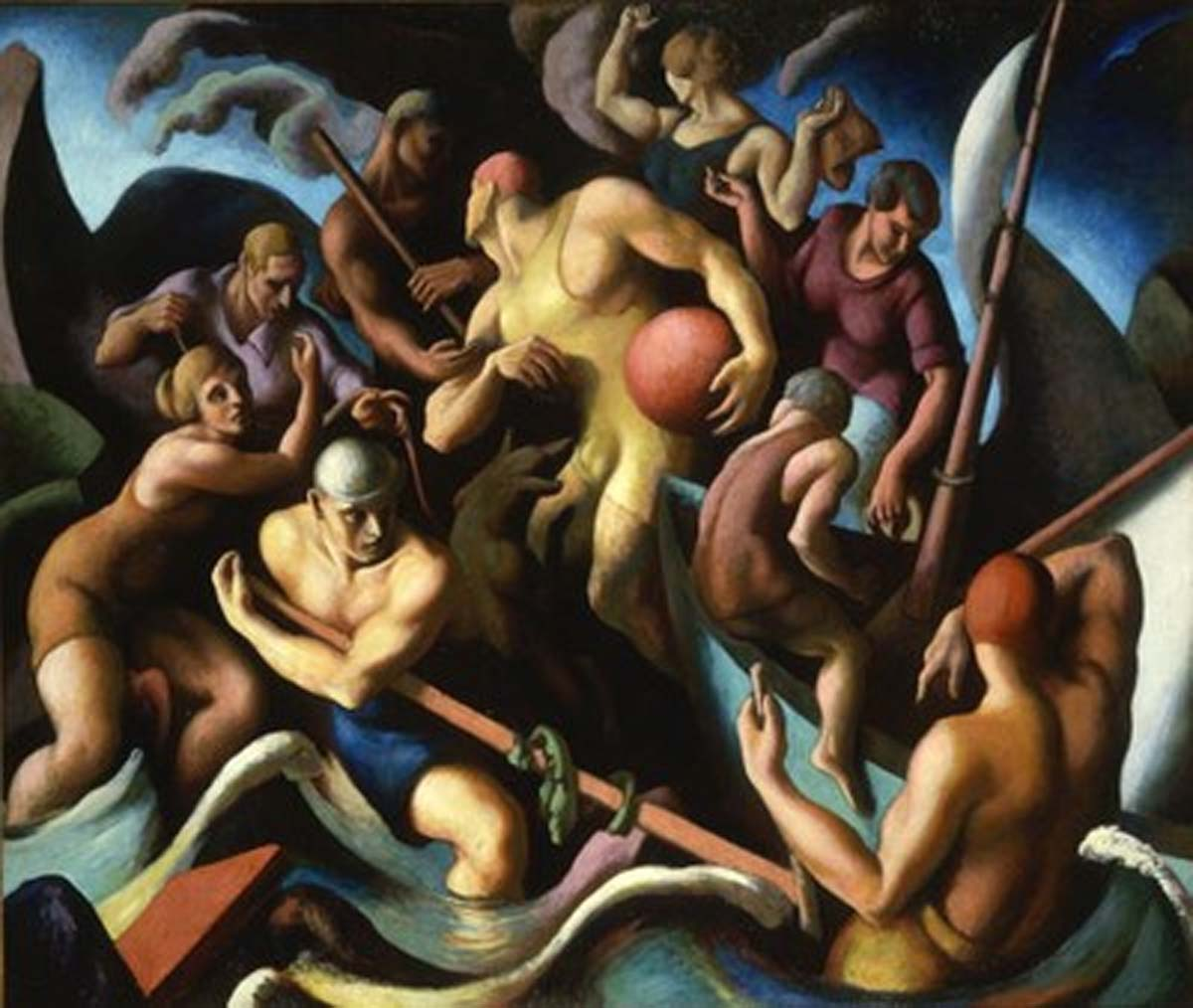
ناحیه گرایی
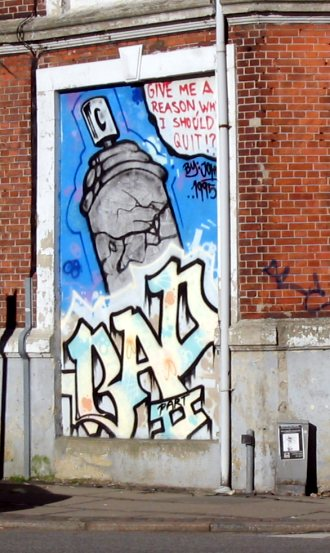
دیوارنویسی
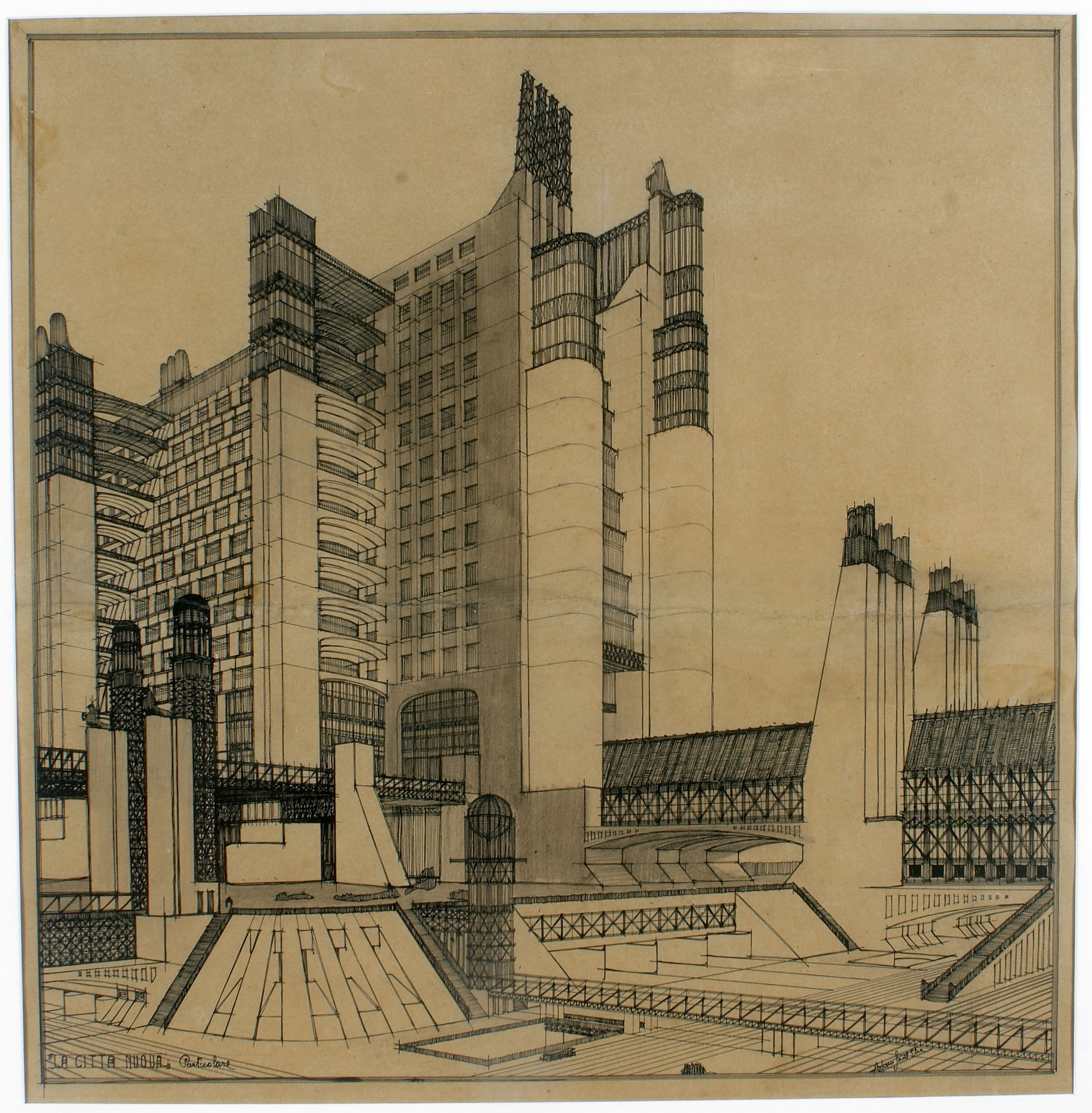
آینده‌گری
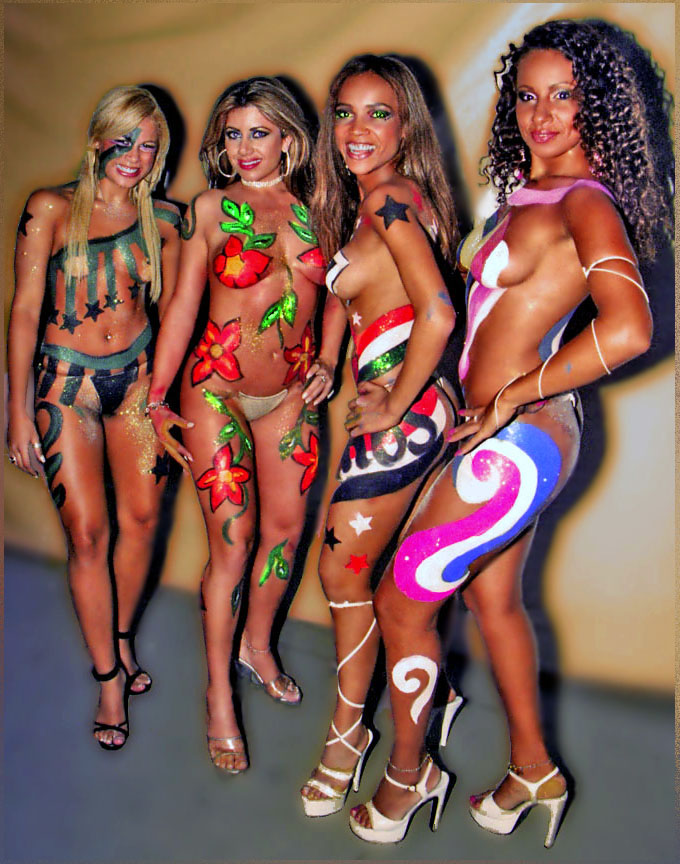
نقاشی بدن
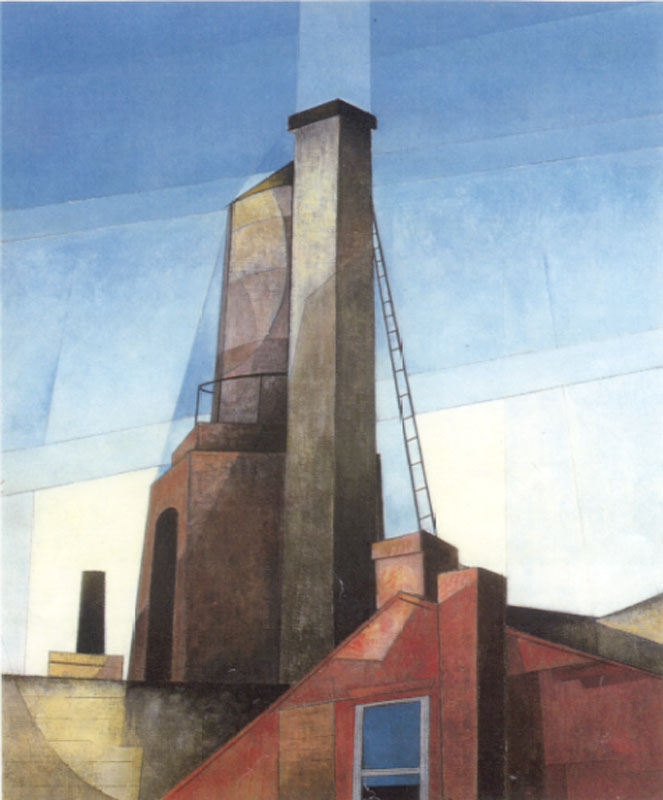
راست‌خط‌کاری
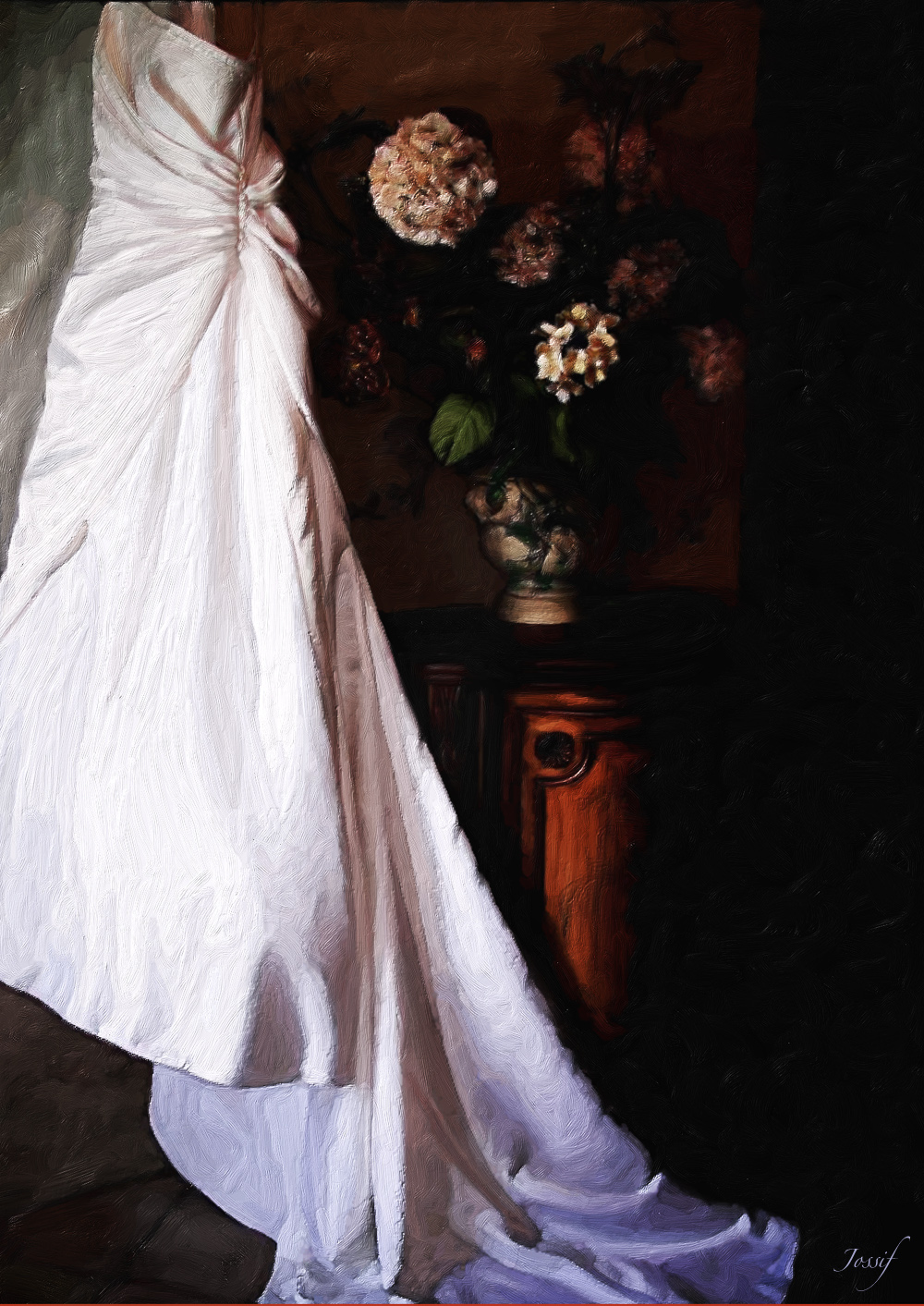
هنر دیجیتال
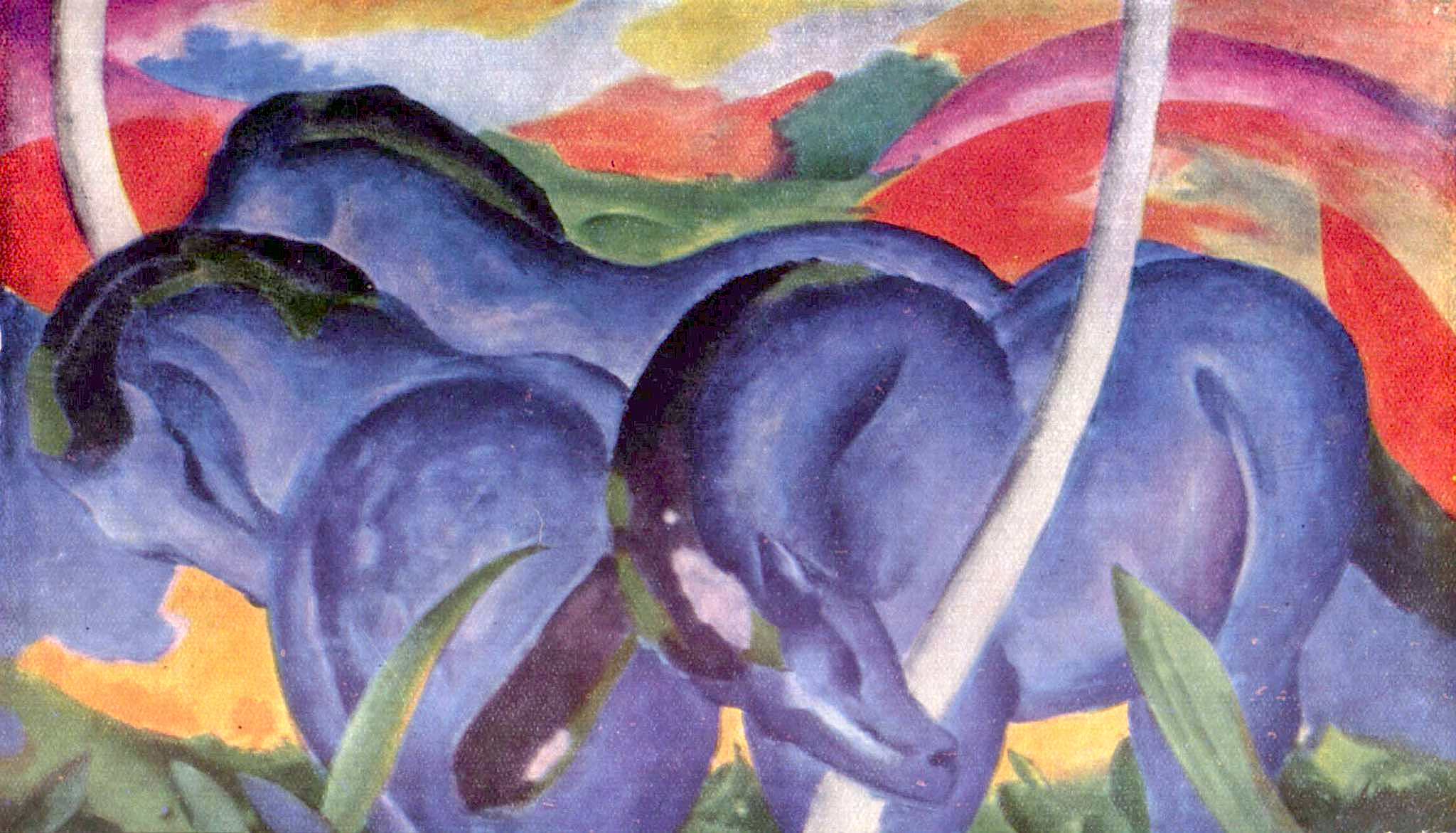
هیجان‌نمایی
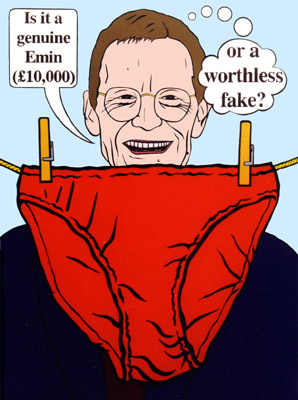
استاکیسم
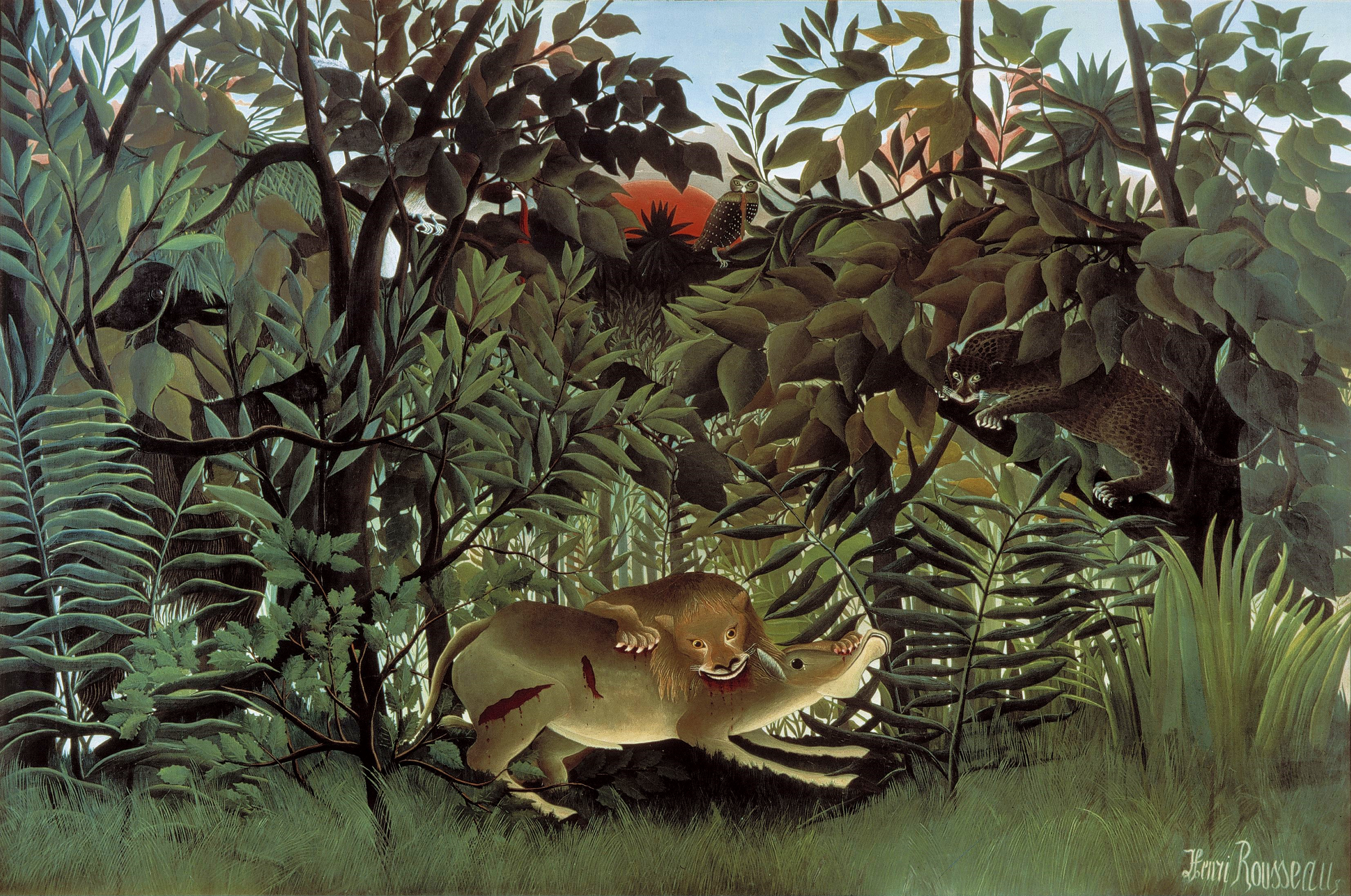
فوویسم
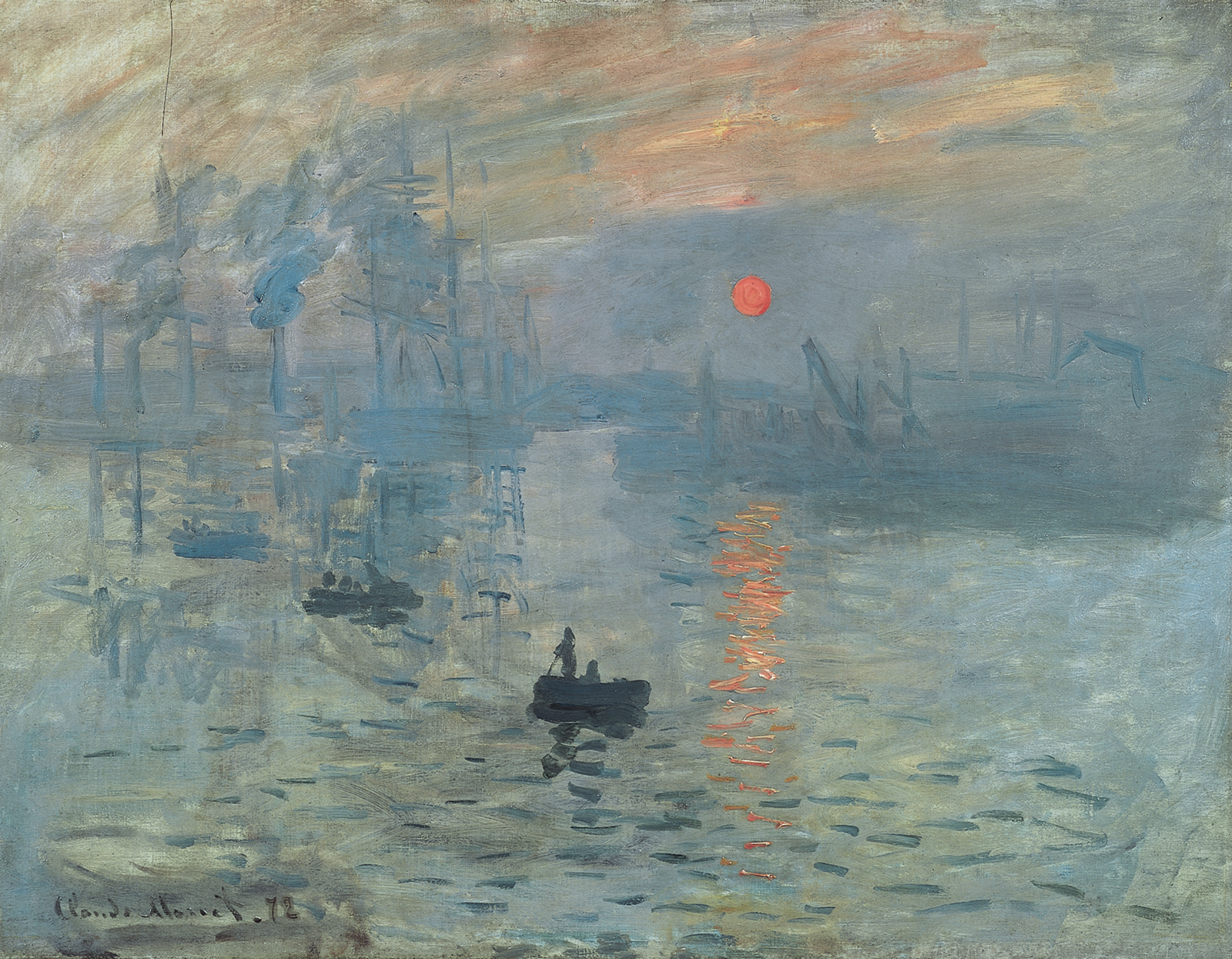
دریافتگری
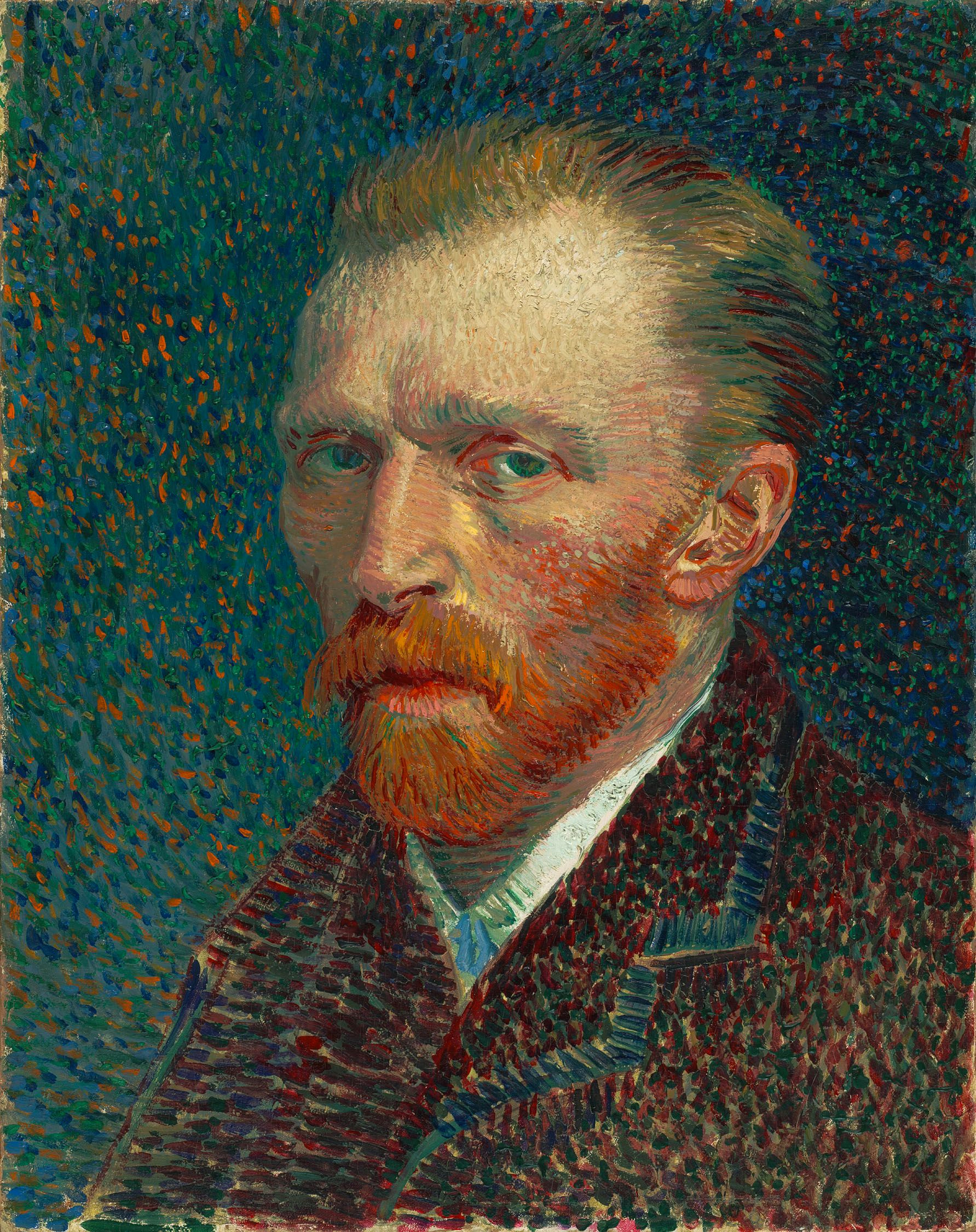
پسادریافتگری
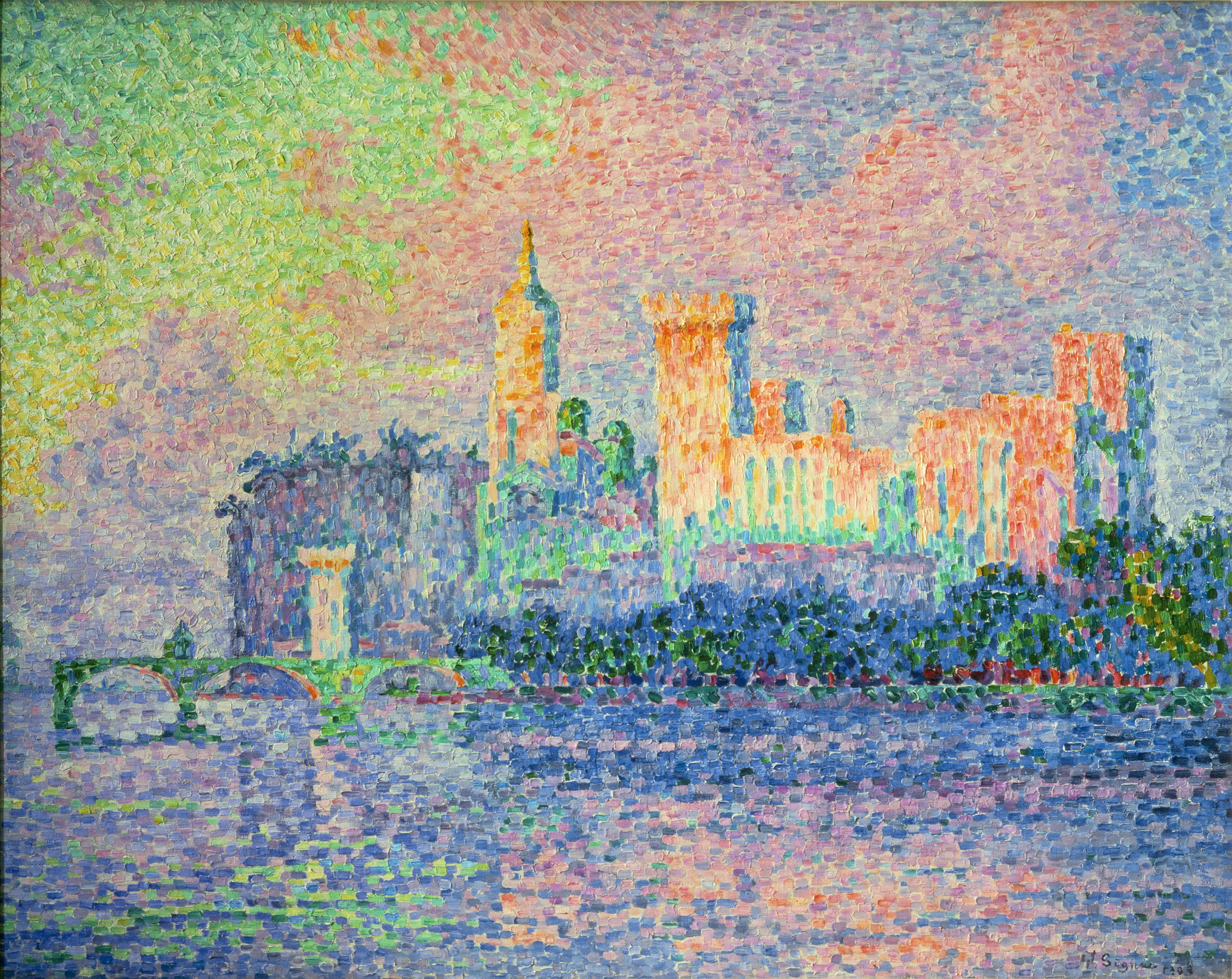
نقطه‌چینی
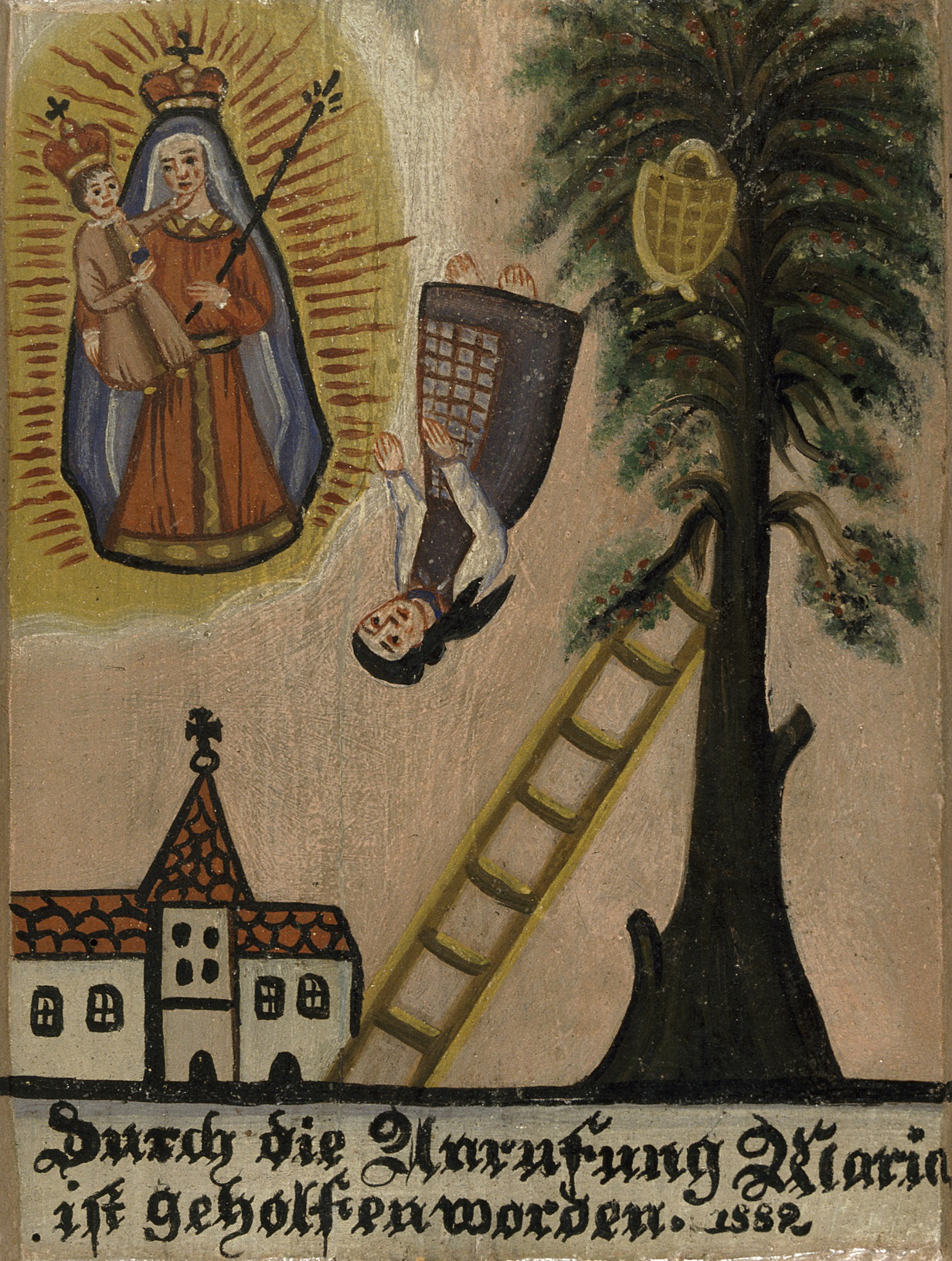
هنر بومی
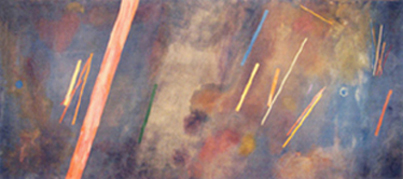
انتزاع تغزلی
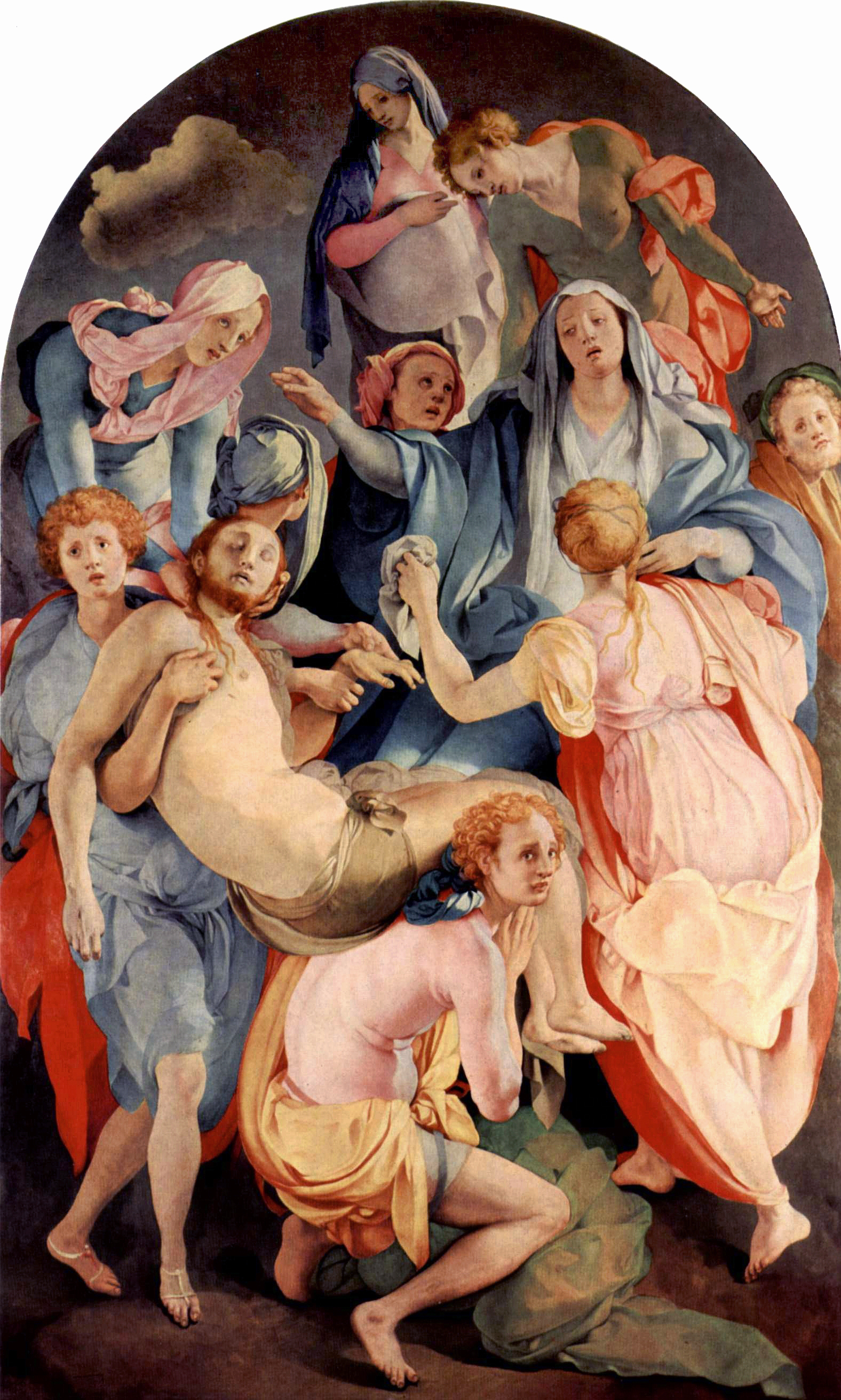
شیوه‌گرایی
هنر عامه
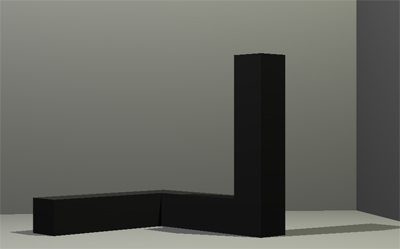
ساده‌گرایی
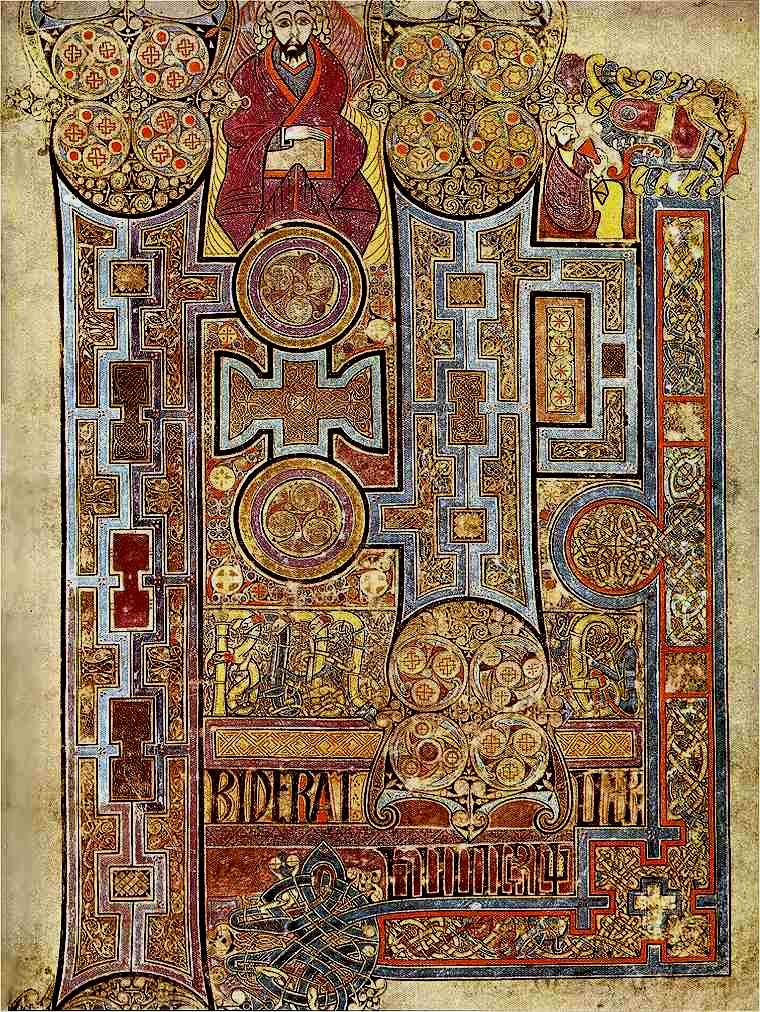
مینیاتور غربی
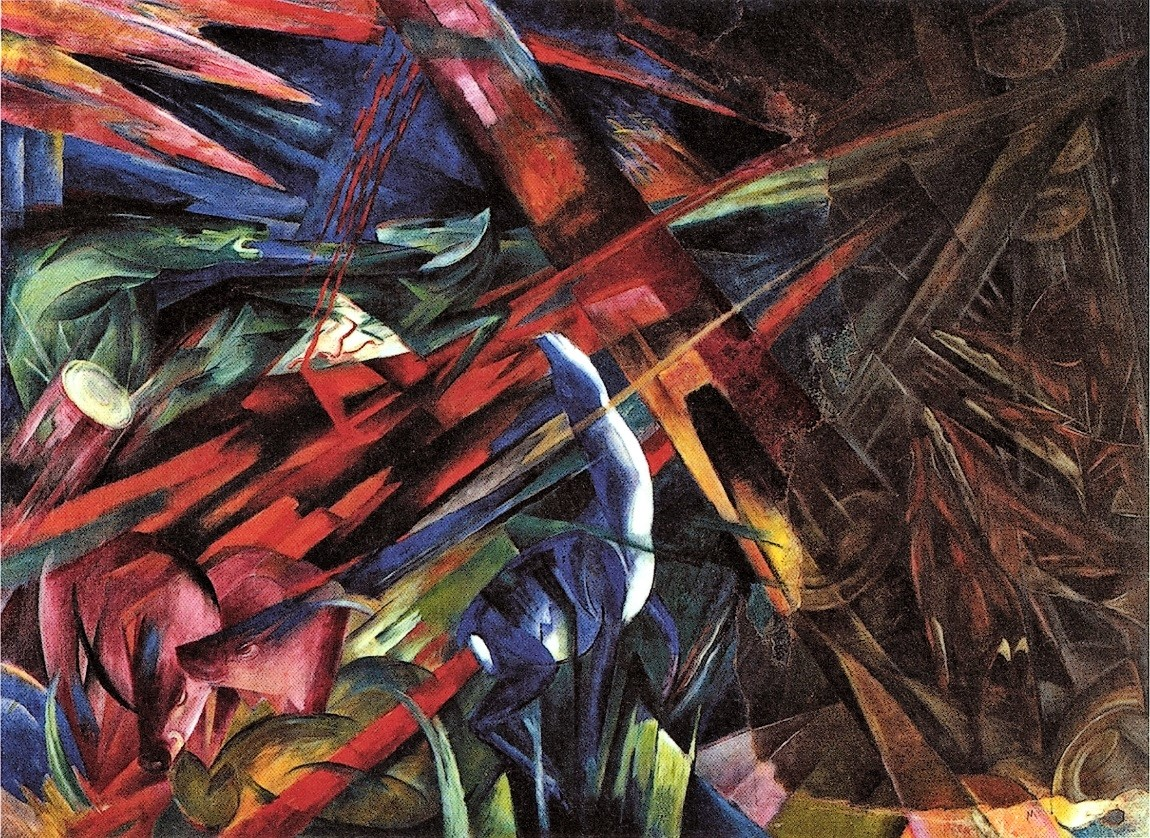
نوگرایی
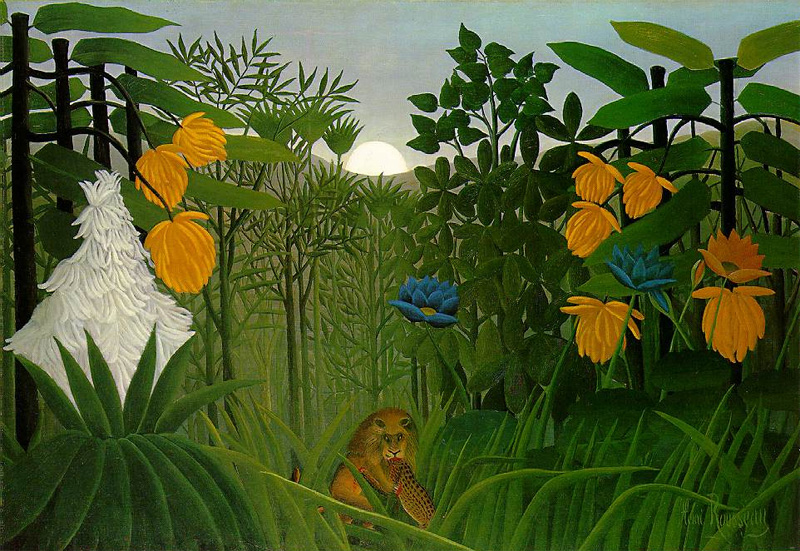
هنر بدوی
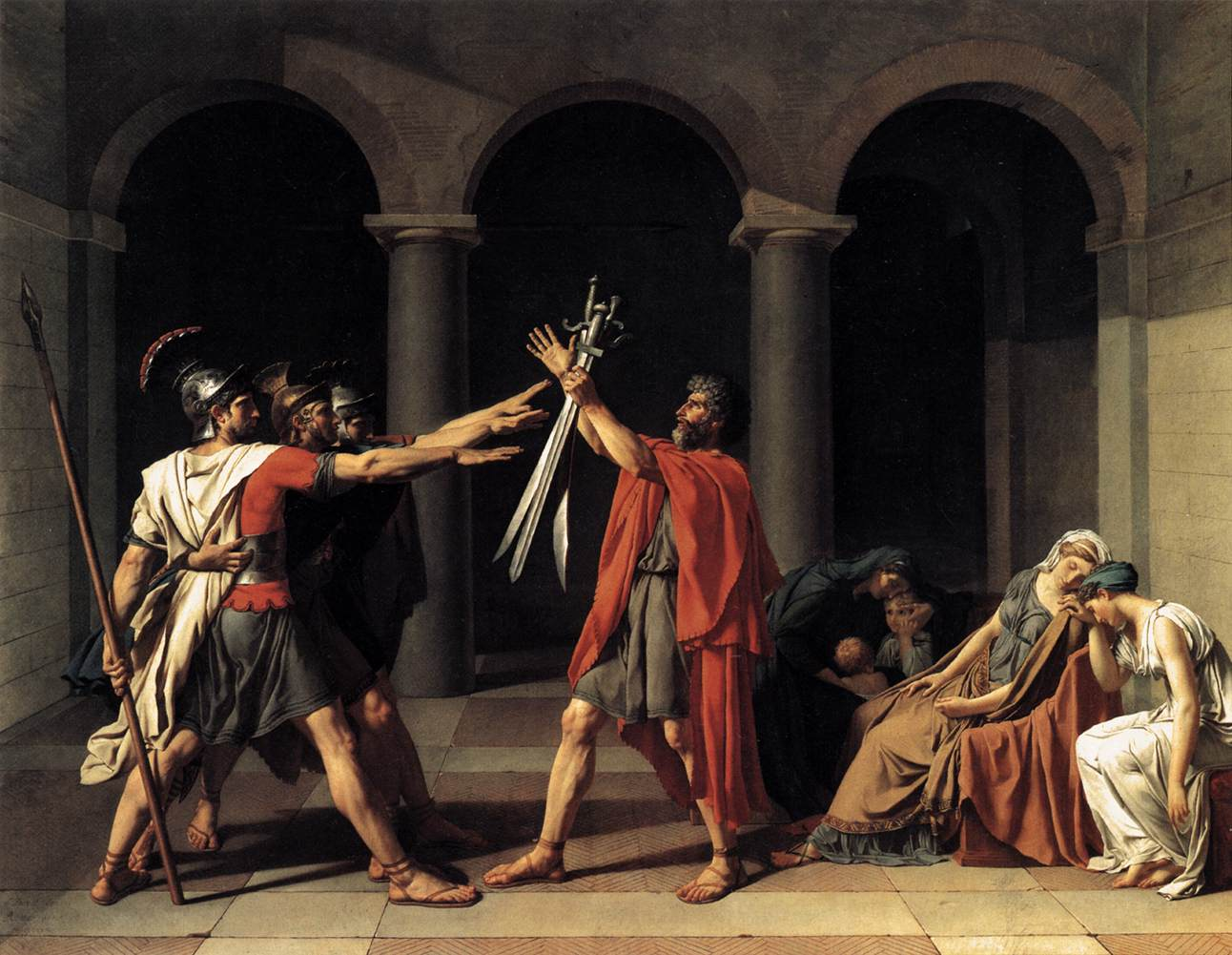
نوکلاسیسیسم
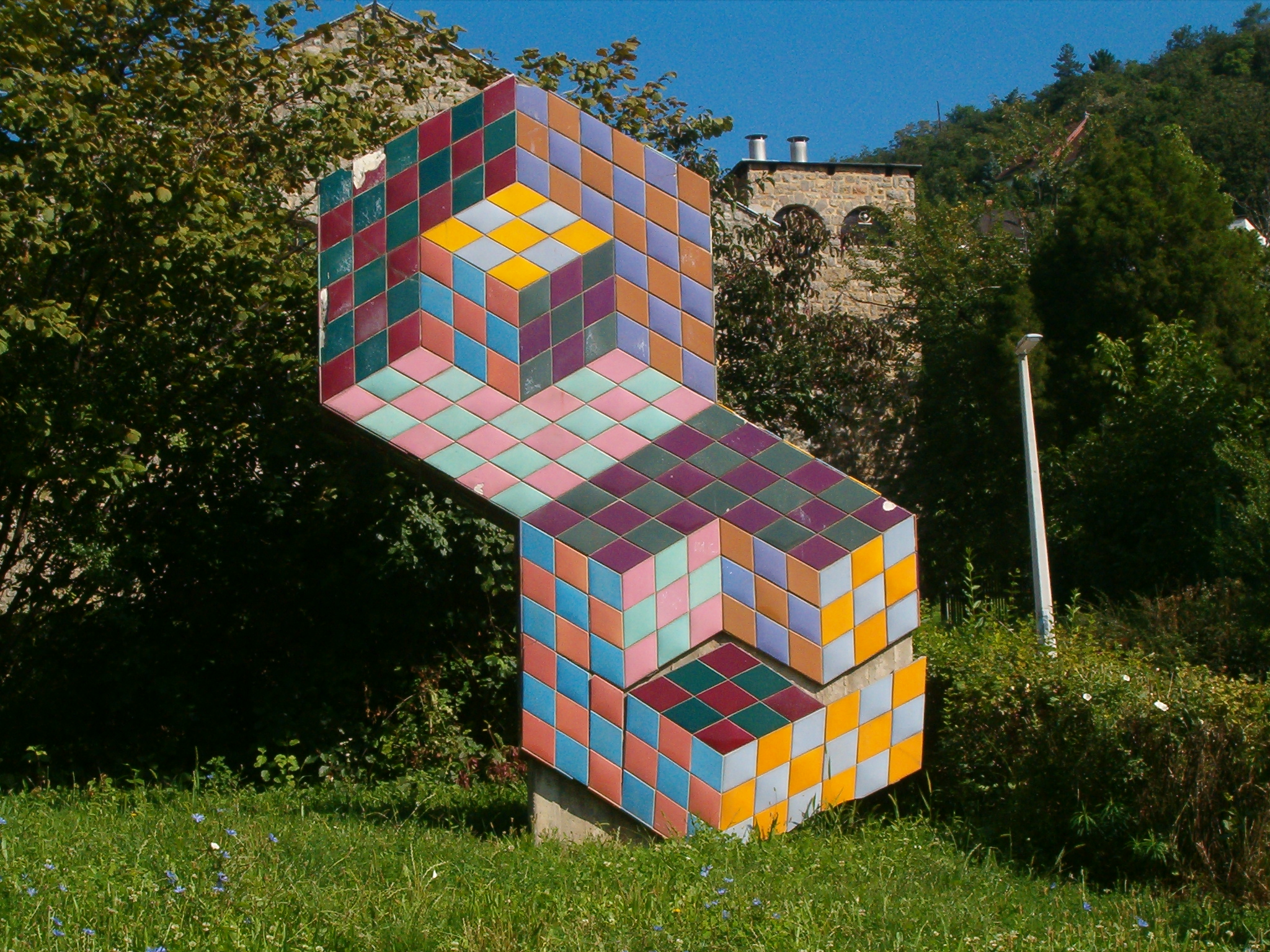
هنر دیدگانی
شرق‌گرایی
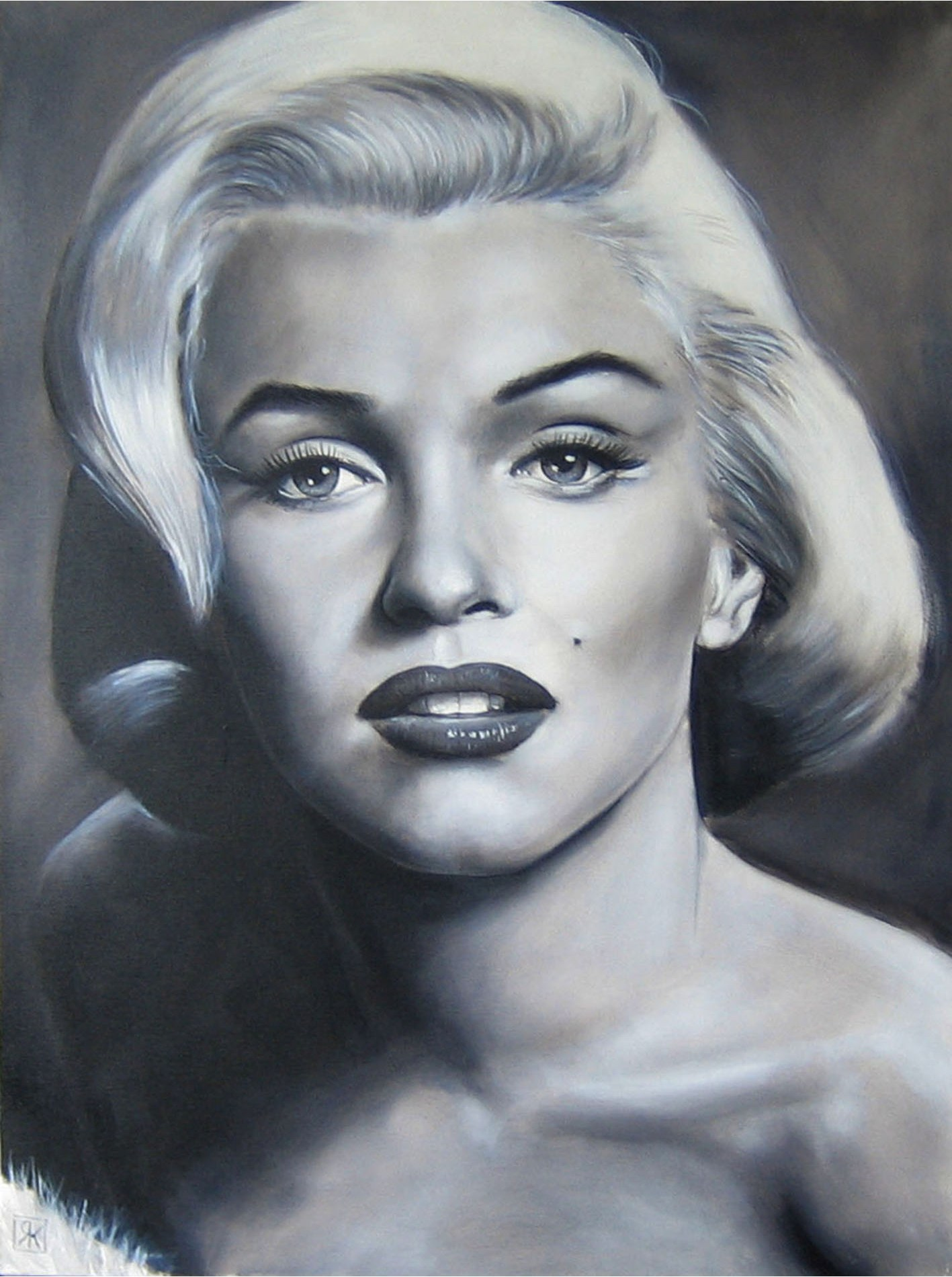
واقع‌گرایی عکس‌وار
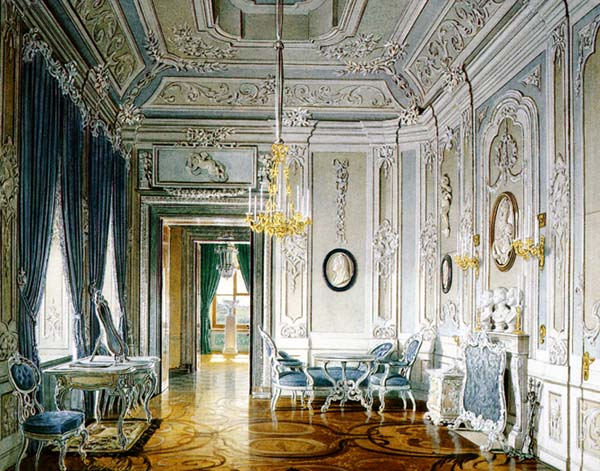
روکوکو
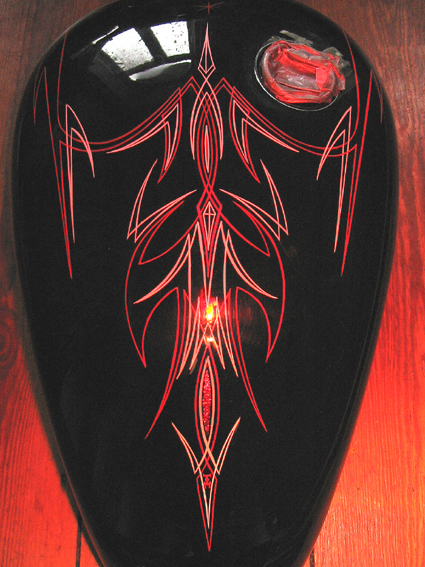
خطوط راه‌راه
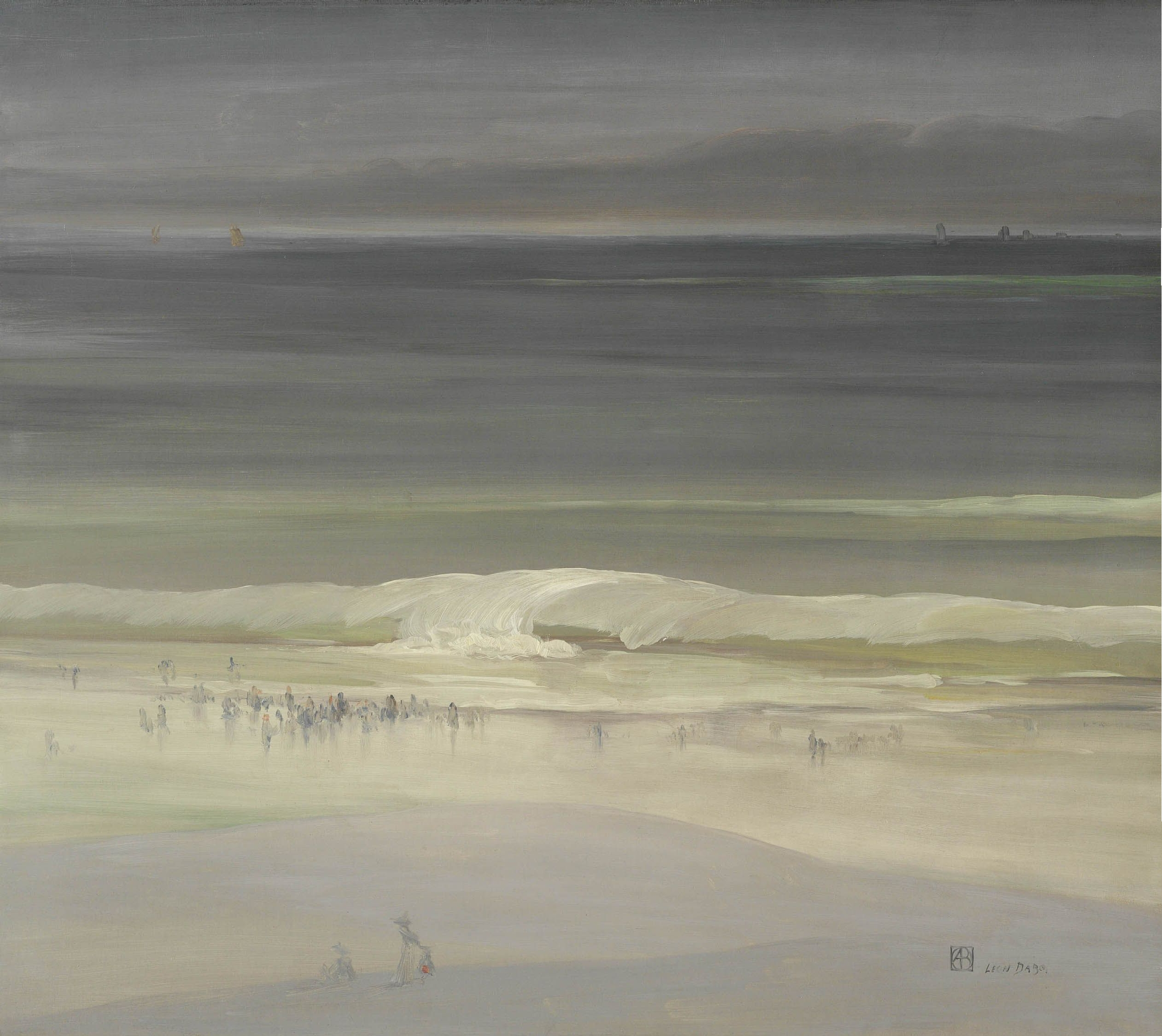
تونالیسم
فراواقع‌گرایی
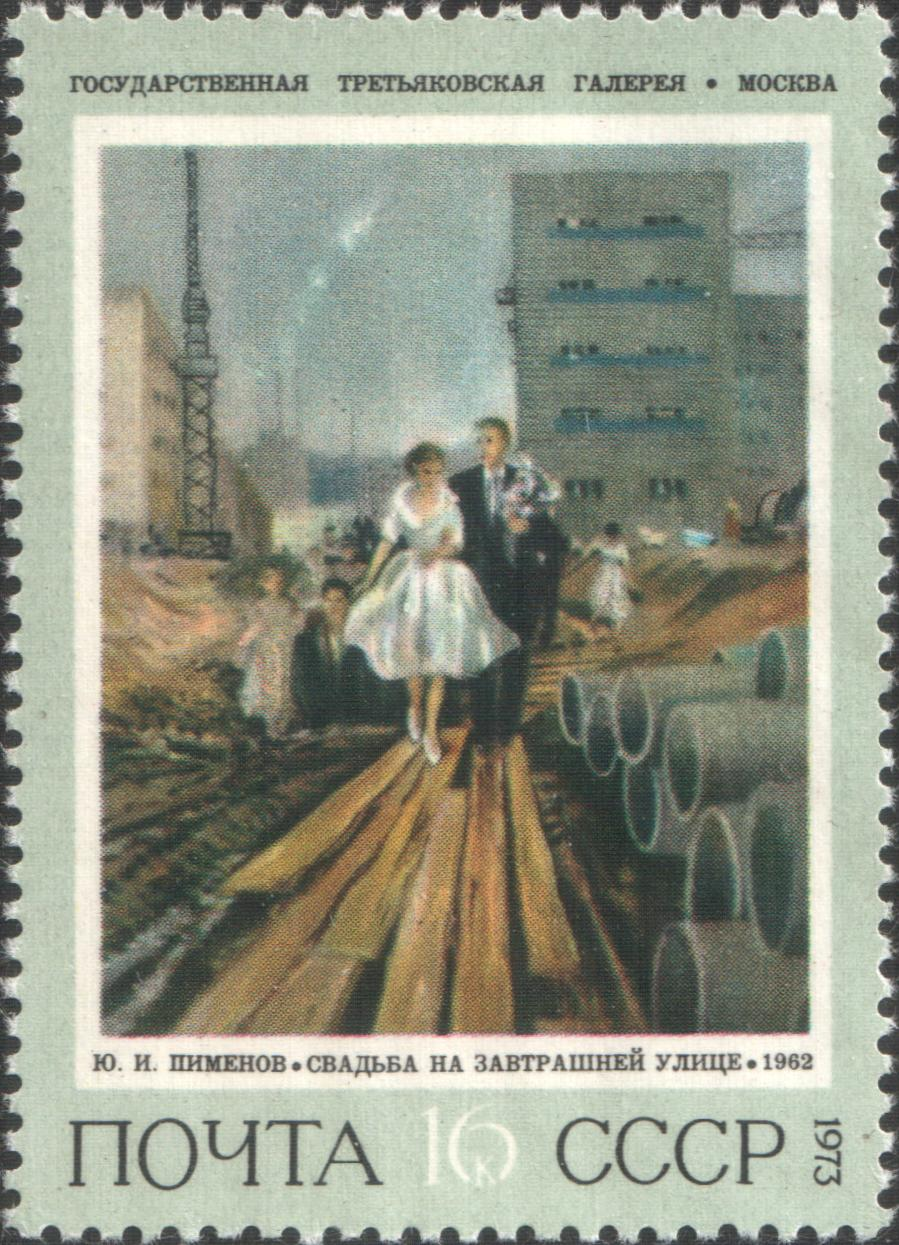
واقع‌گرایی سوسیالیستی
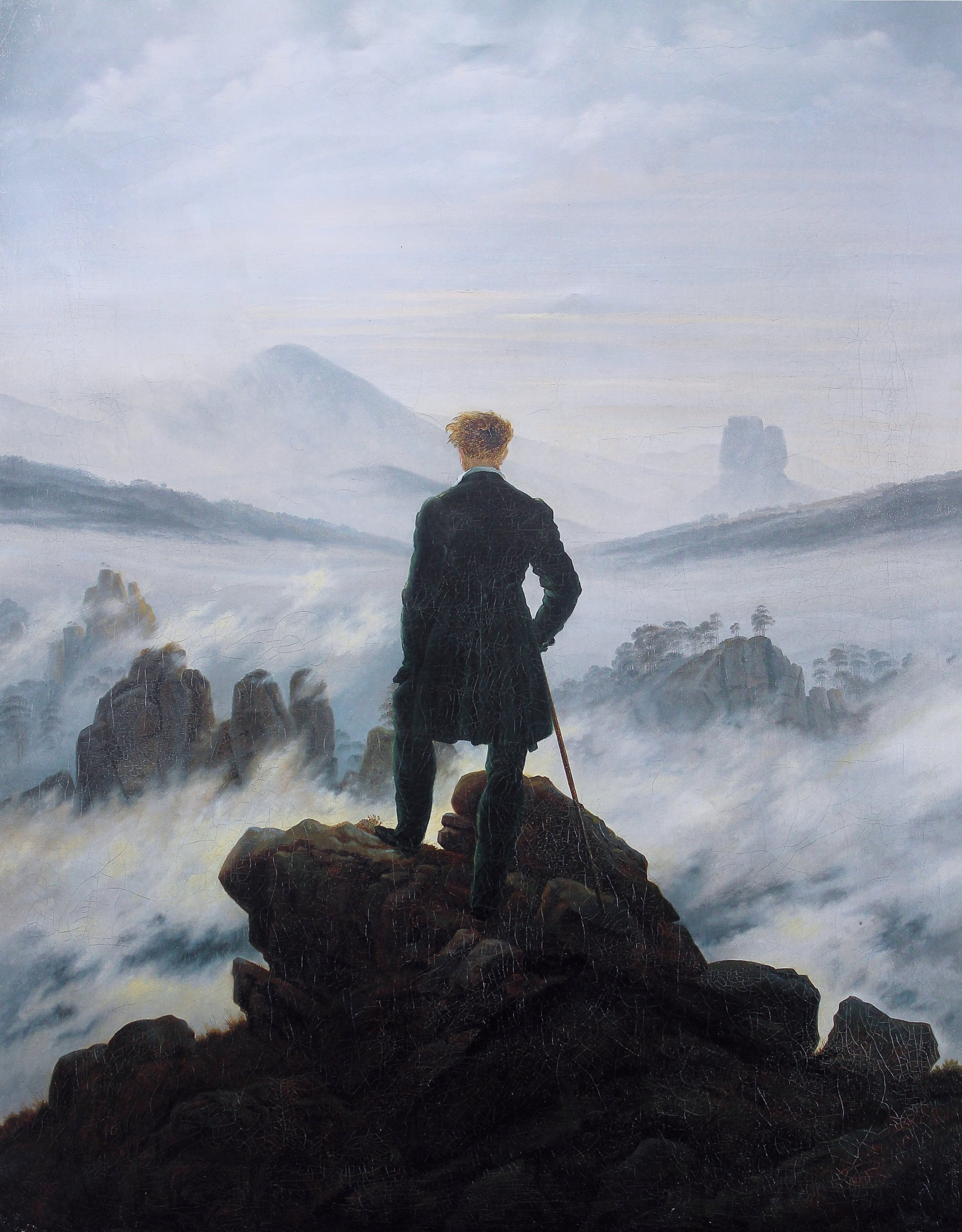
رمانتیسیسم